# 飛鳥・藤原の宮都とその関連資産群

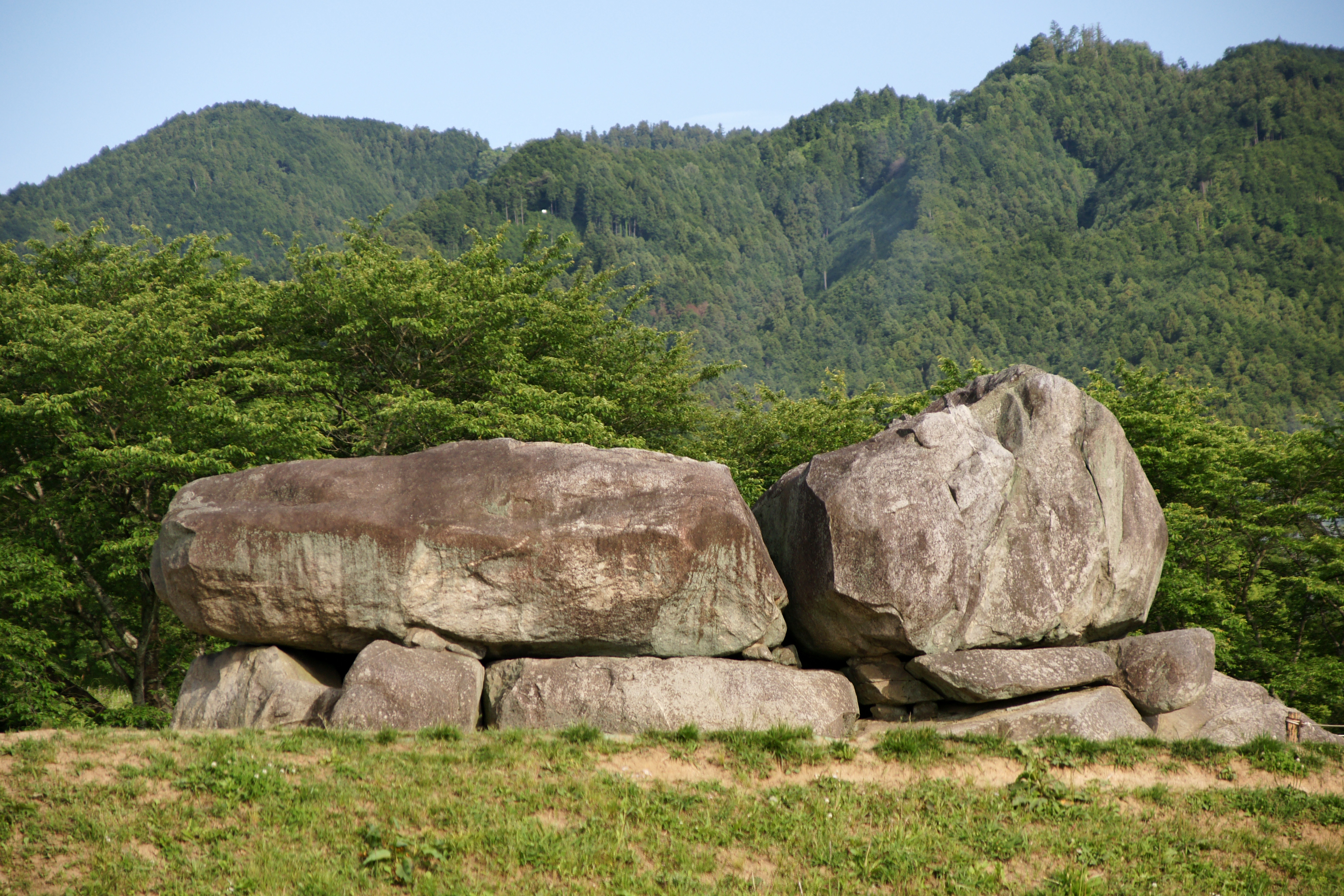
飛鳥の景観を代表する石舞台古墳

飛鳥・藤原の宮都（あすか・ふじわらのきゅうと）は、ユネスコの世界遺産（文化遺産）暫定リストに掲載されている奈良県飛鳥地方にある史跡等の総称。
2006年に文化庁が世界遺産候補地を公募したことをうけ、11月に奈良県および関係自治体が「飛鳥・藤原－古代日本の宮都と遺跡群」として名乗りを上げ、翌2007年1月23日に追加申請対象に決まり、1月30日にユネスコ世界遺産センターの暫定リストに掲載された。
2020年より再三にわたり推薦書素案を文化庁へと提案してきたが正式推薦候補に選定されることなく、2023年7月3日になり政府関係筋が飛鳥・藤原を優先候補として扱うことを明らかにし、翌日永岡桂子文部科学大臣が飛鳥・藤原を2025年に推薦し2026年に審査登録を目指す目標を掲げた。
なお、2020年の推薦書素案提案以来、正式推薦の座を巡って彦根城と競合してきたが（同年から推薦は一国一件となった）、姫路城との差別化が図りきれていない彦根城は登録の可能性を高めるべく新たに導入された事前評価制度を利用することになり、制度の都合上最短でも登録が2027年になることから、飛鳥・藤原が1年先行することになった。

## 遺産に含まれる文化財
特記のないものはすべて国指定の史跡であり、明日香村、桜井市、橿原市の1村2市に所在する。2025年の推薦段階で19ヶ所から構成される。以下、各自治体における掲示順位は推薦書原案に掲載されている順番に倣っている。

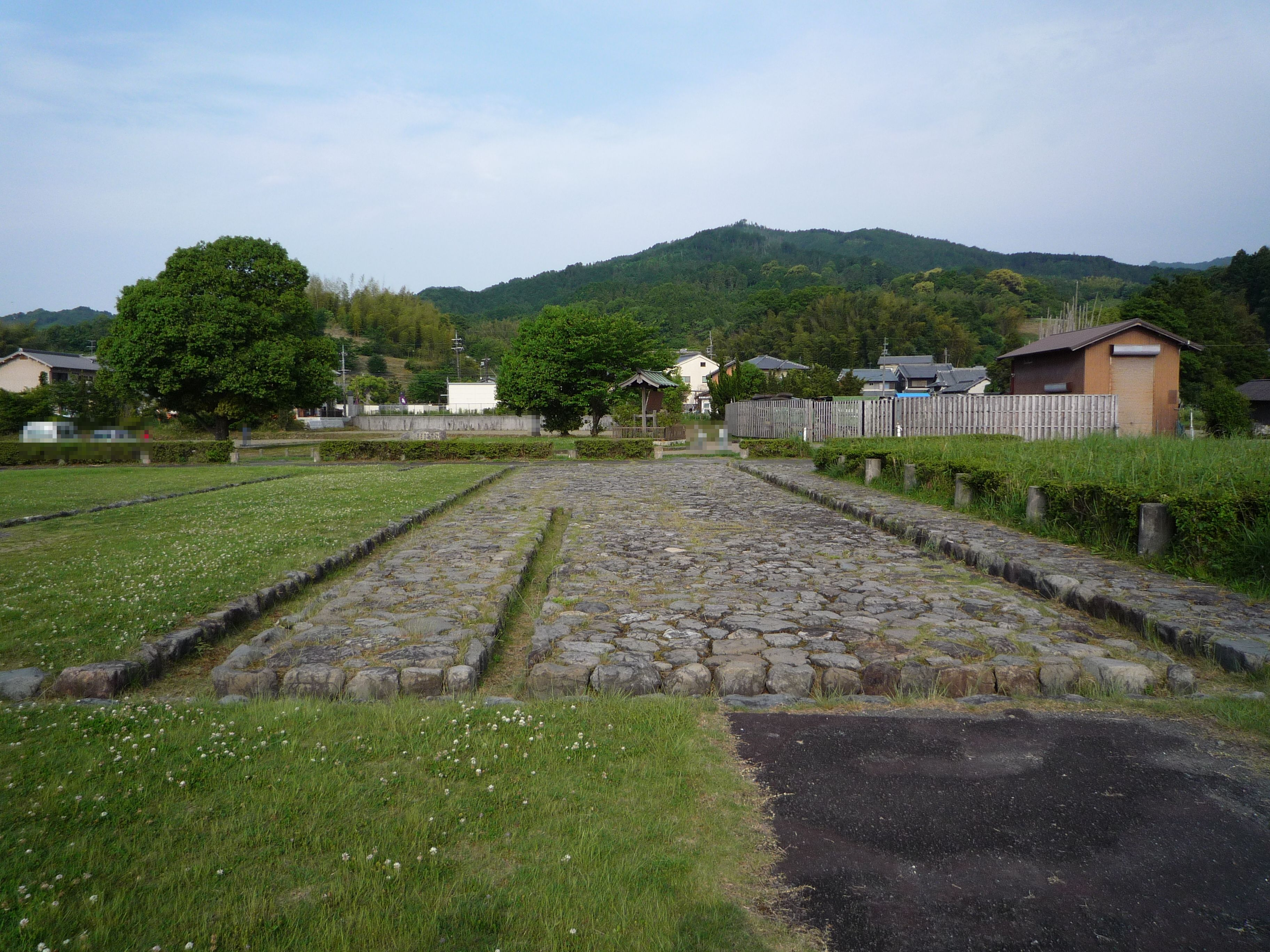
飛鳥宮跡（飛鳥板蓋宮）
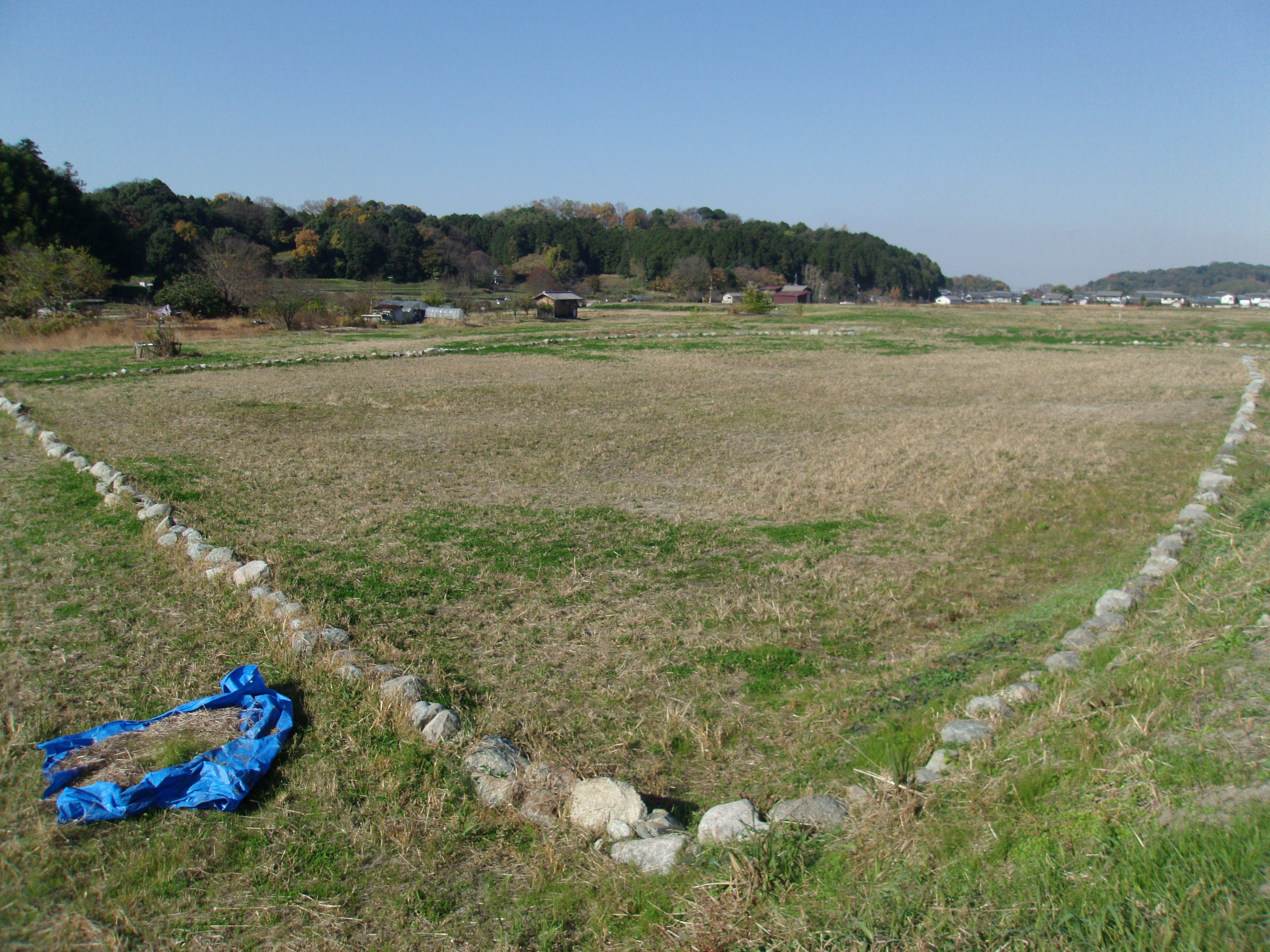
飛鳥京跡苑池
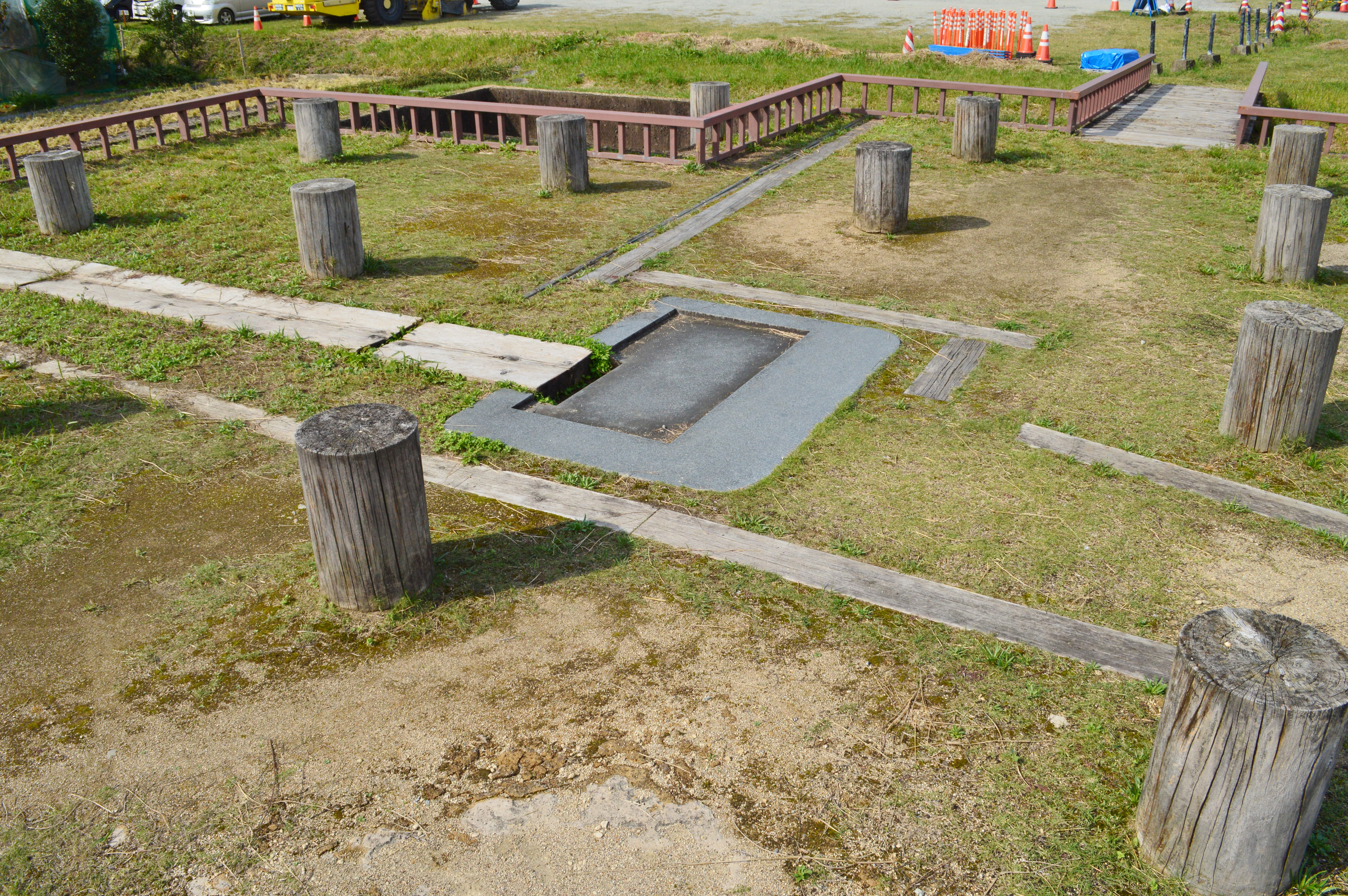
飛鳥水落遺跡
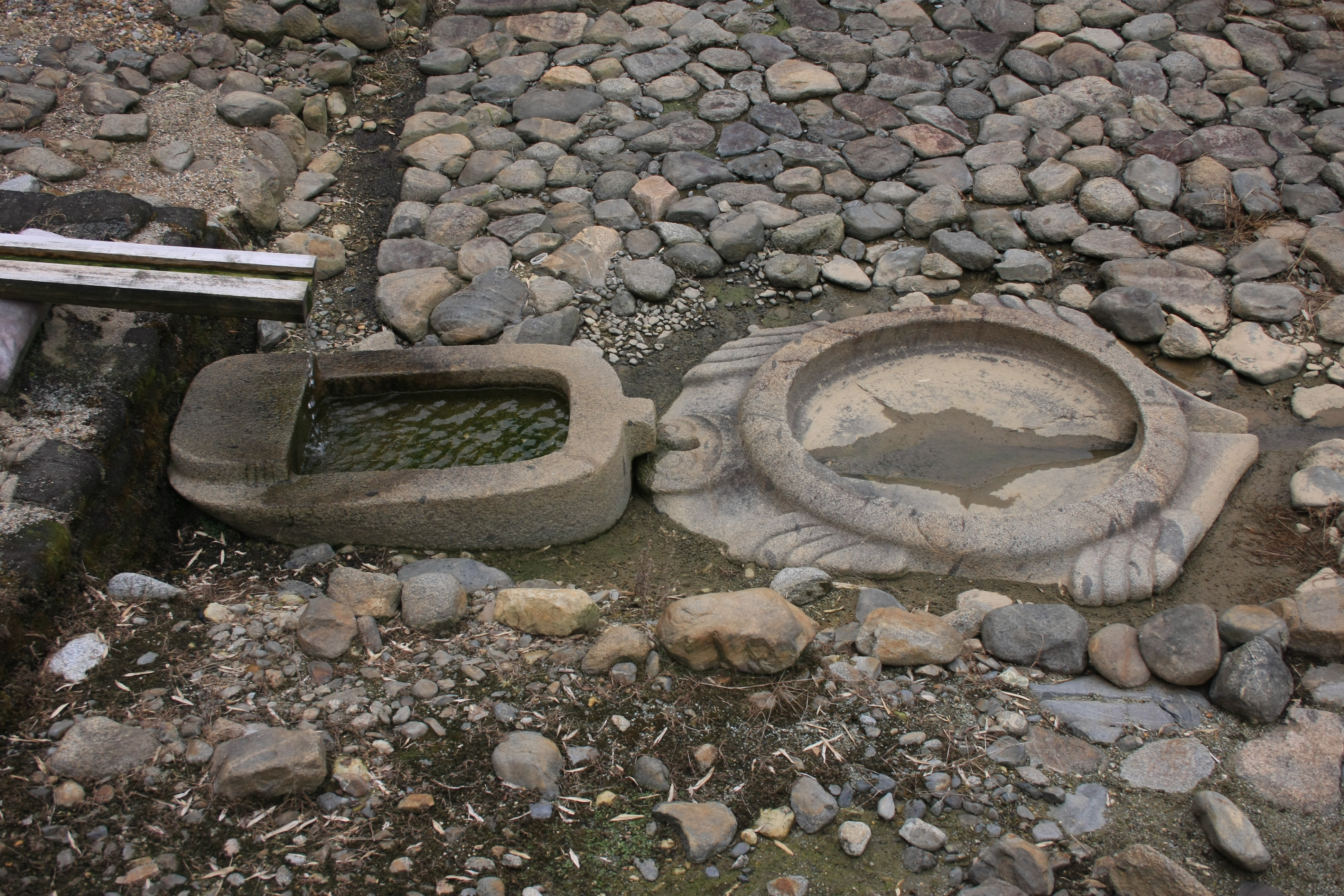
酒船石遺跡
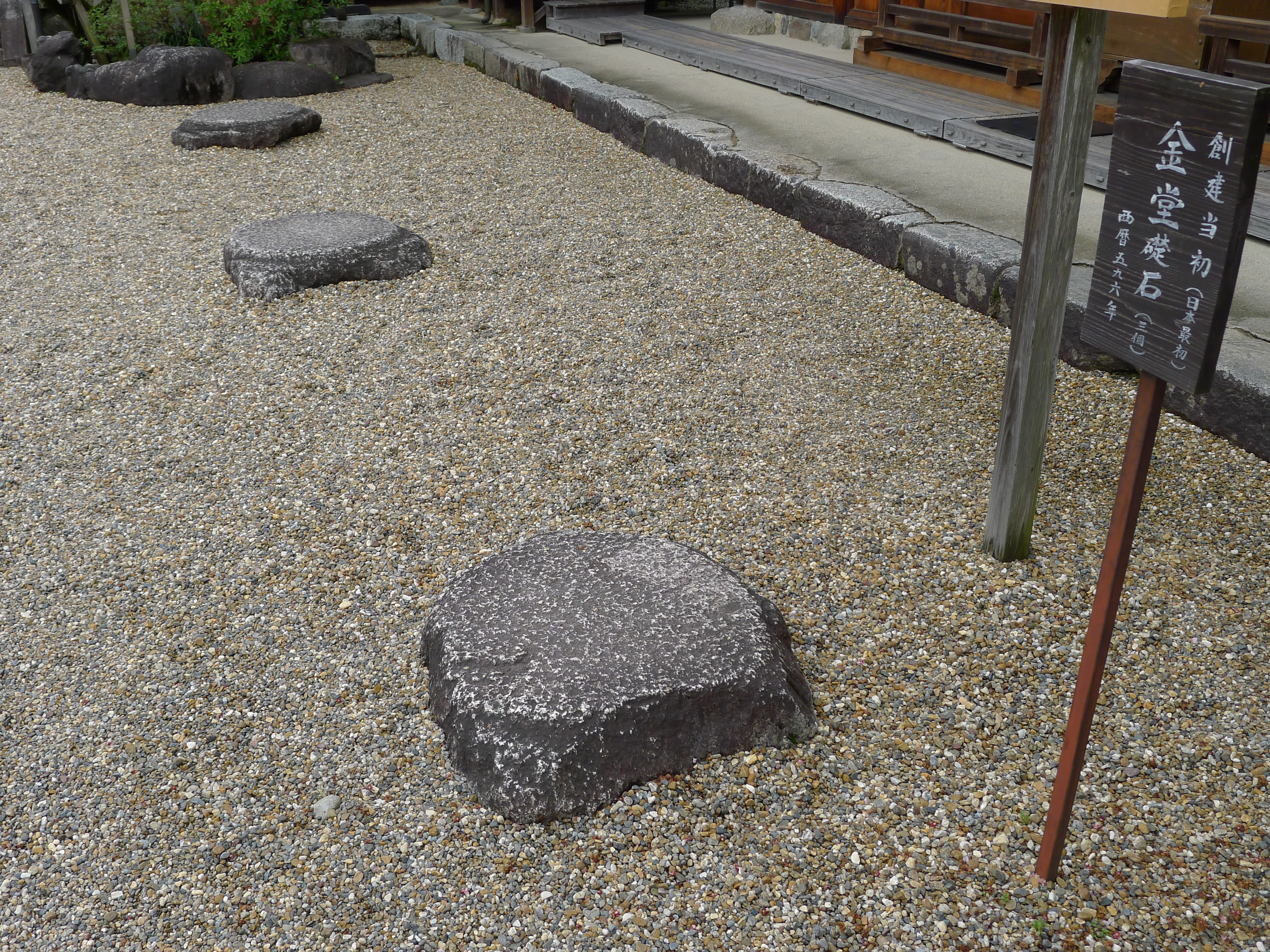
飛鳥寺跡
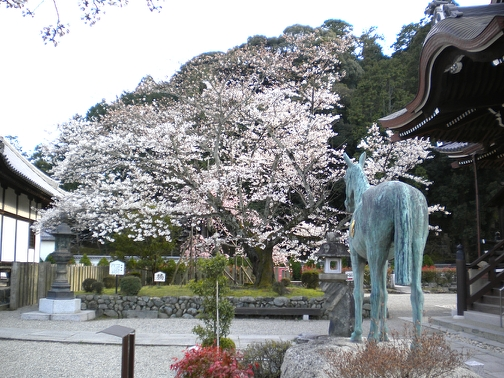
橘寺境内
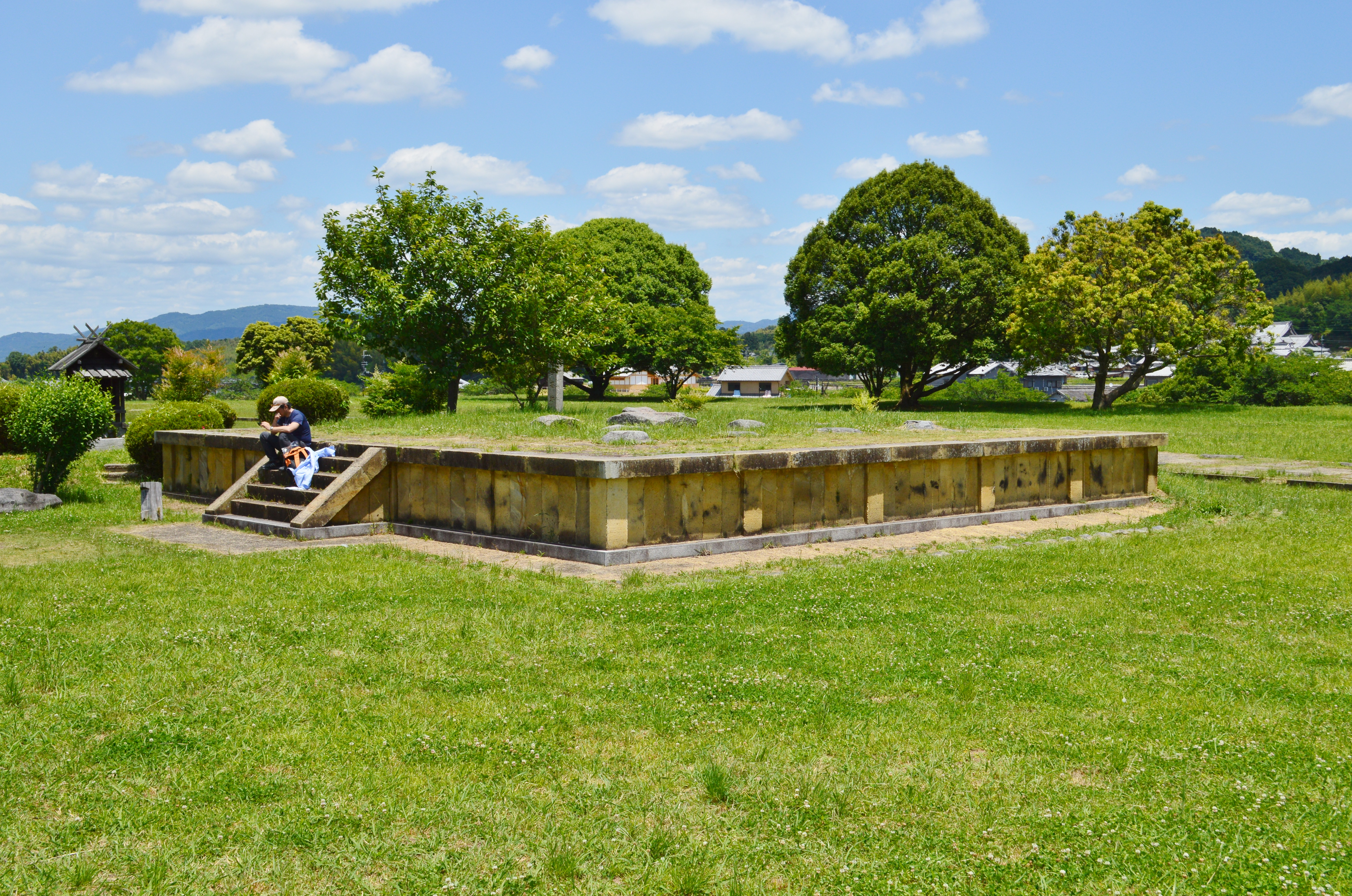
川原寺跡
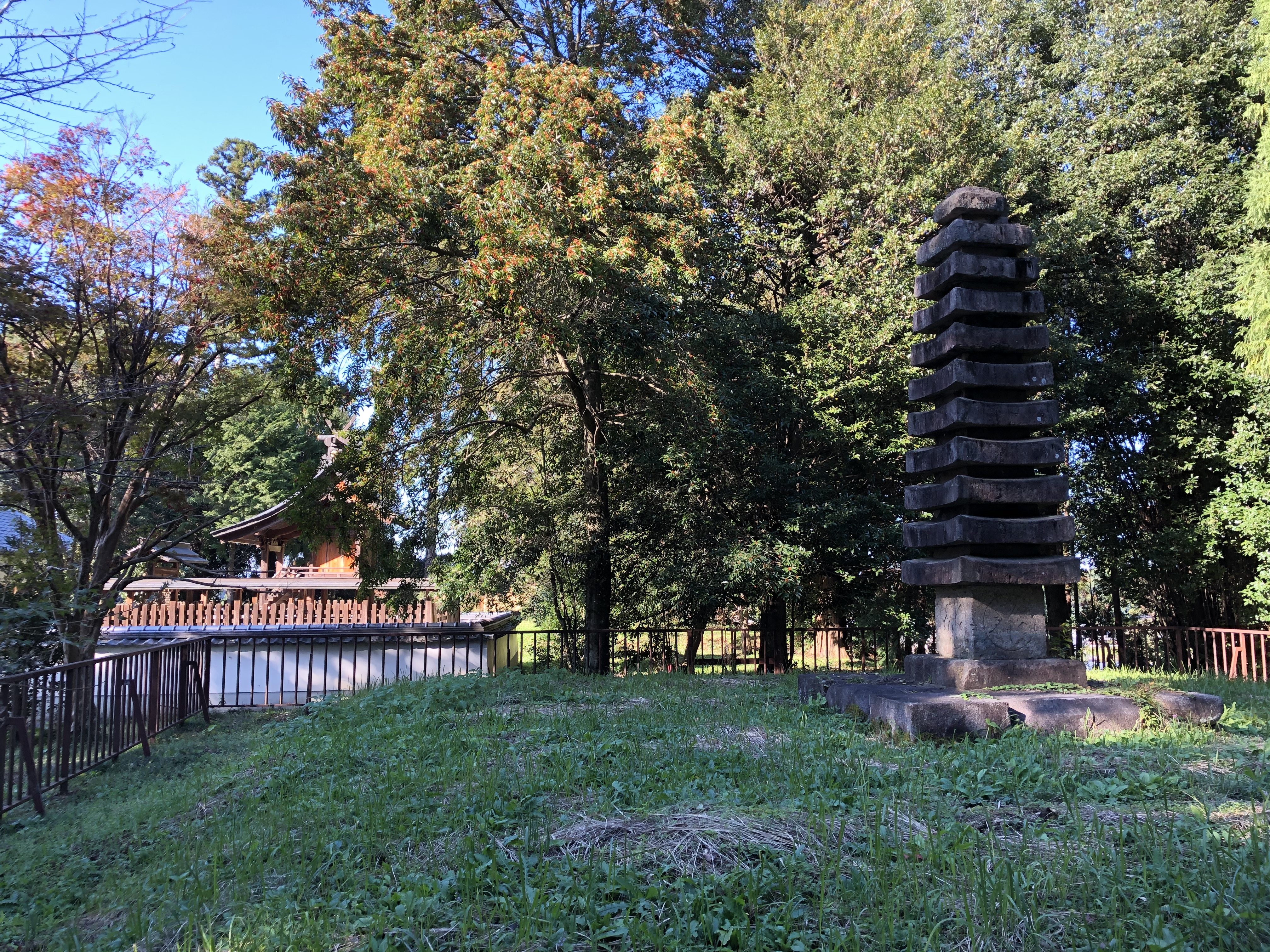
檜隈寺跡
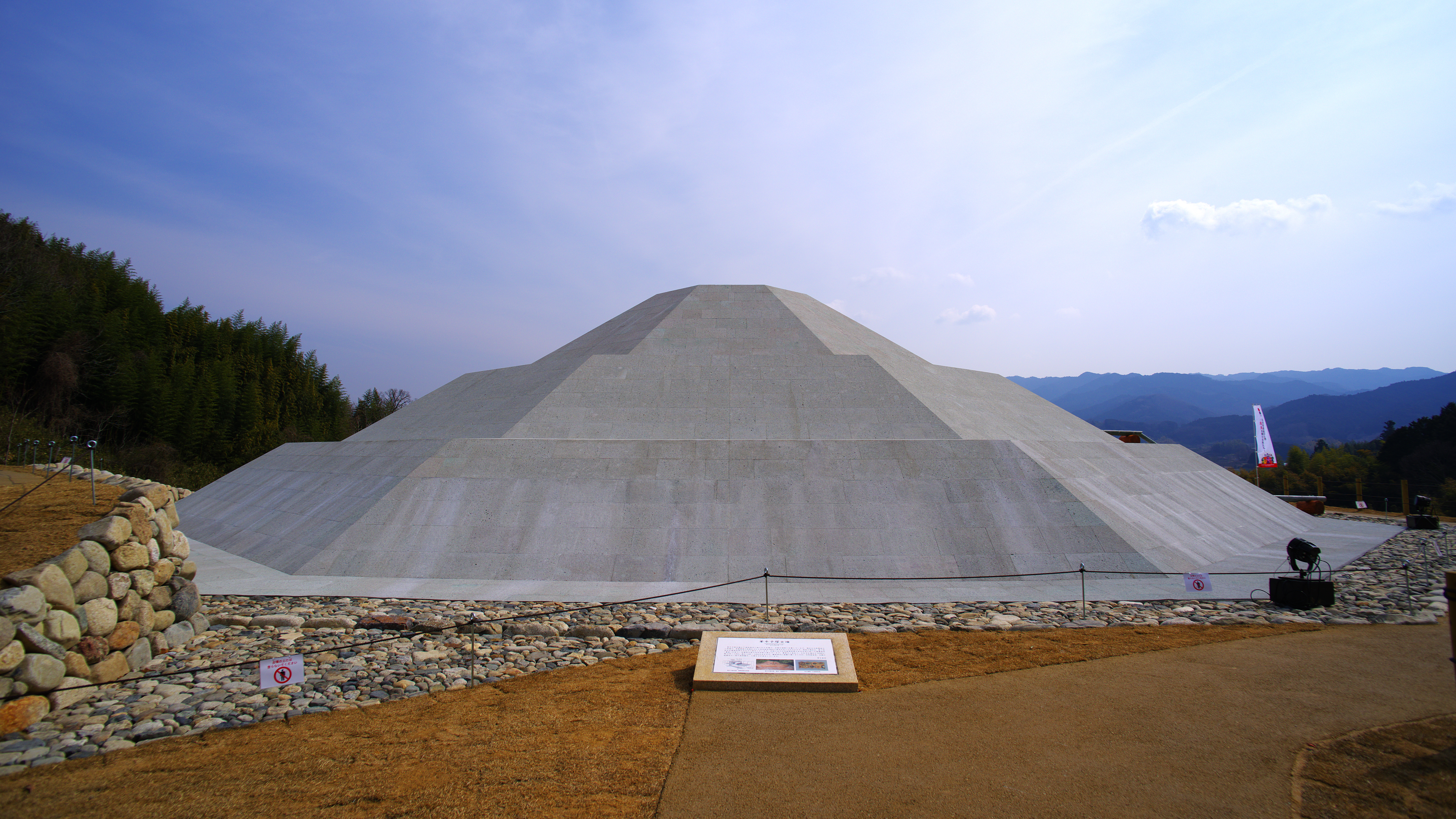
牽牛子塚古墳
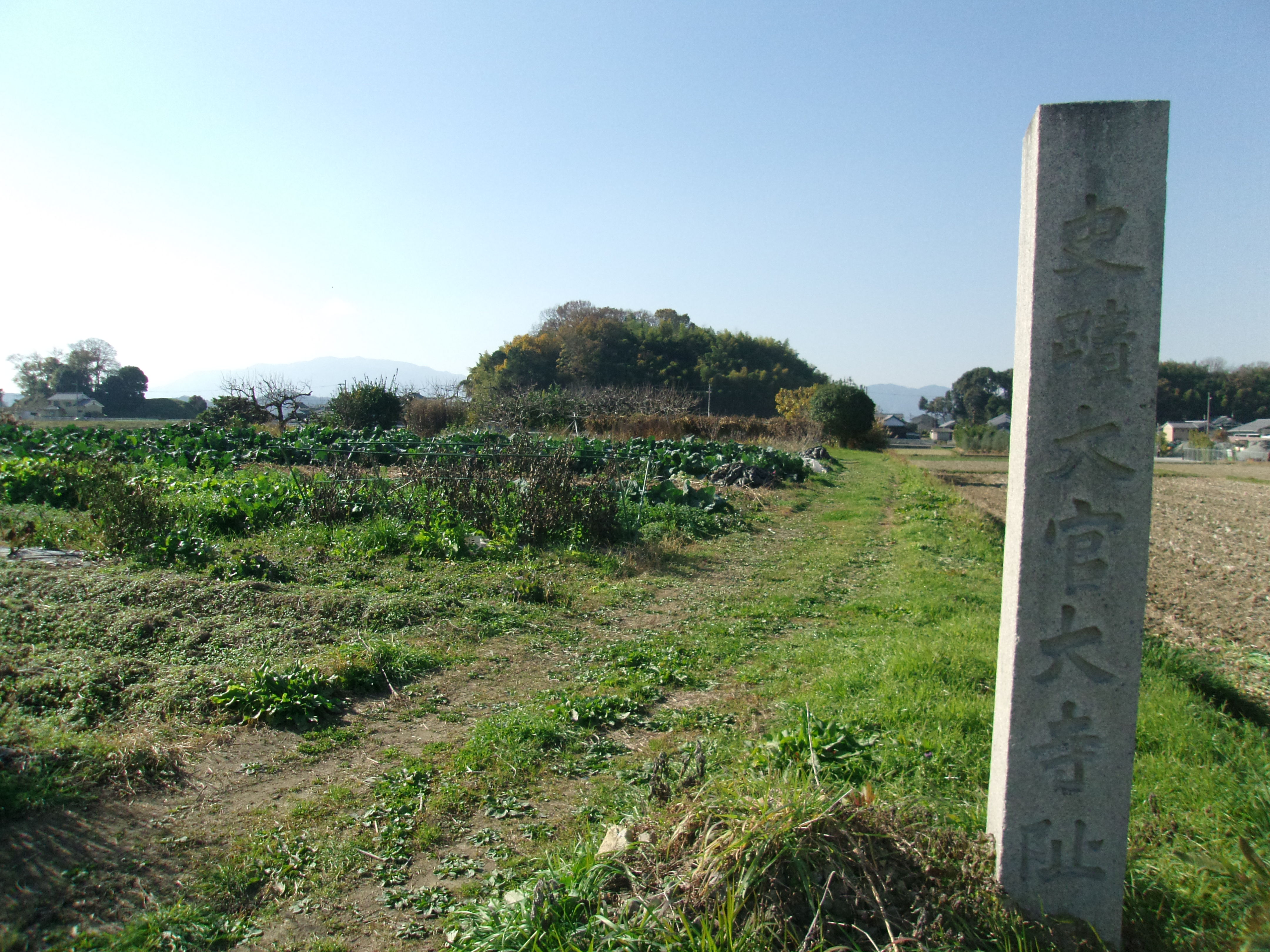
大官大寺跡
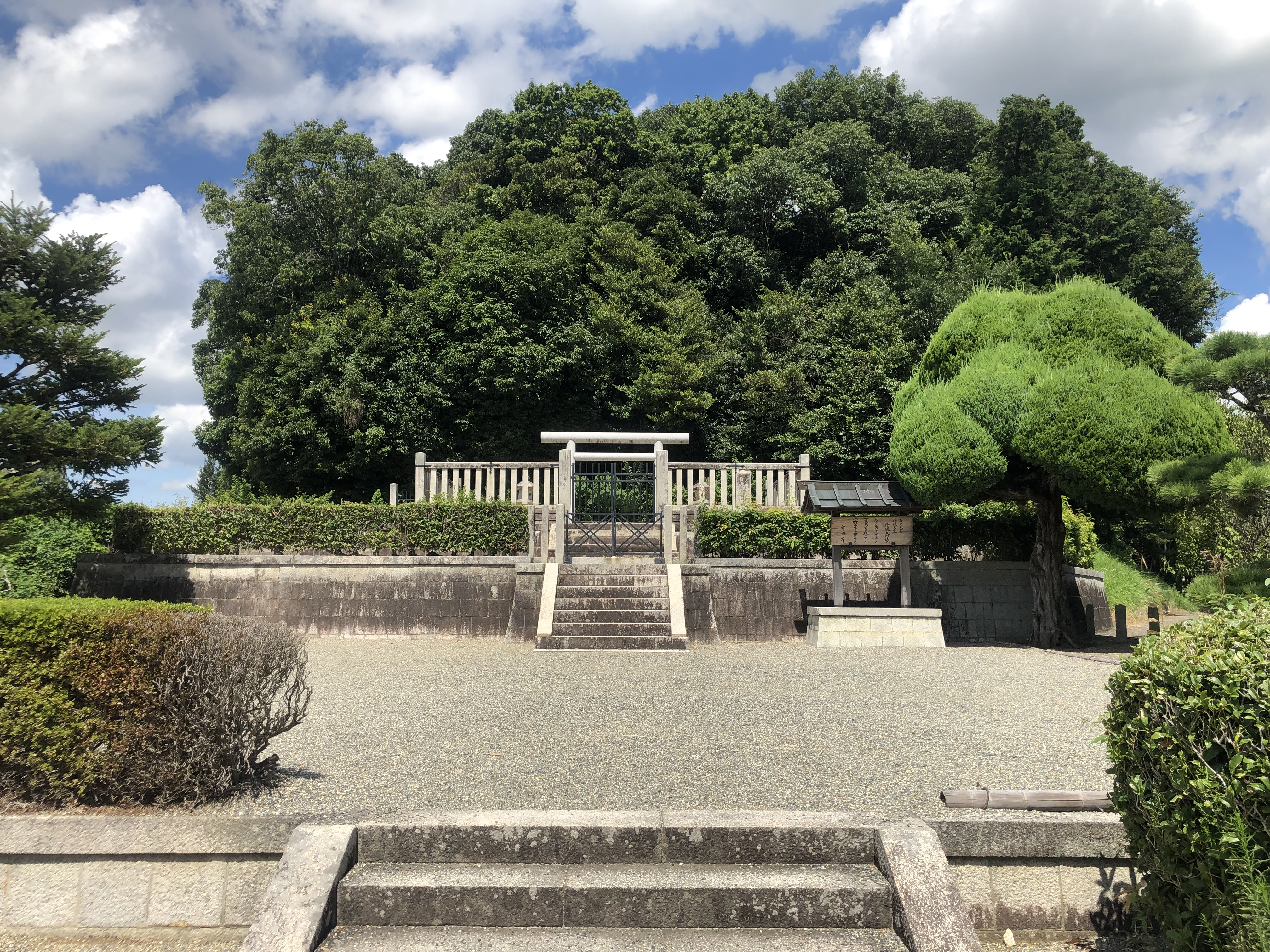
天武・持統天皇合葬陵
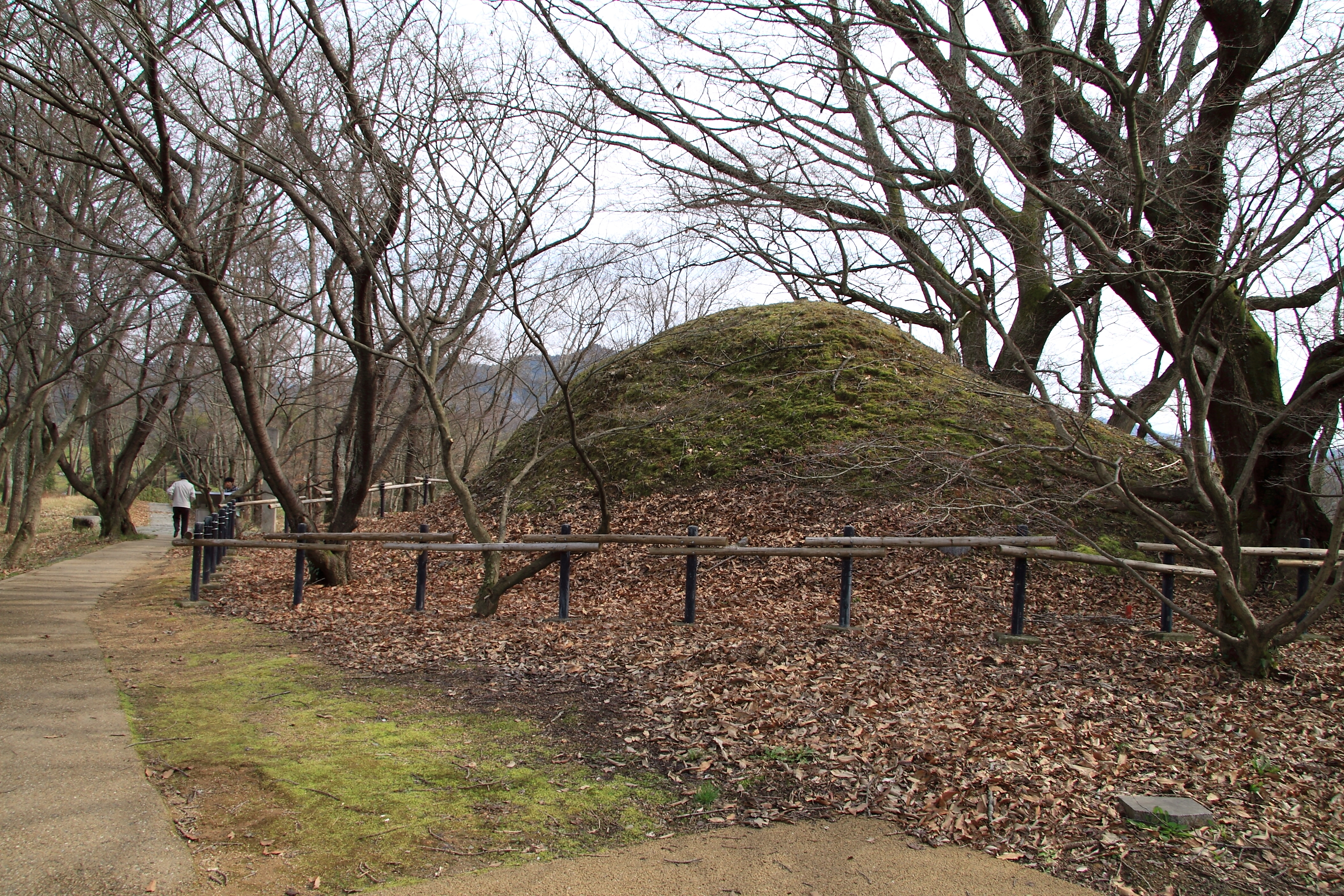
中尾山古墳
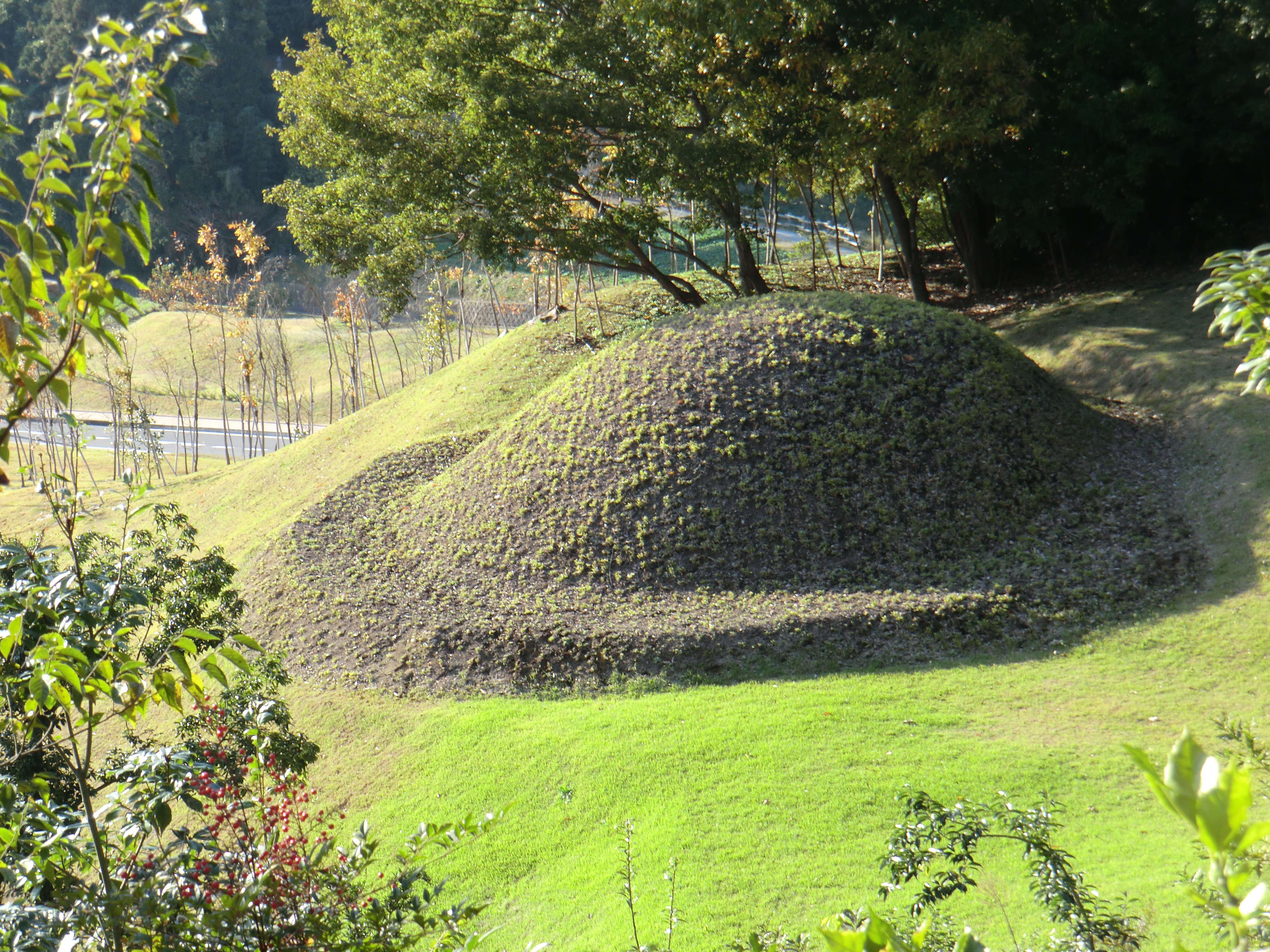
キトラ古墳
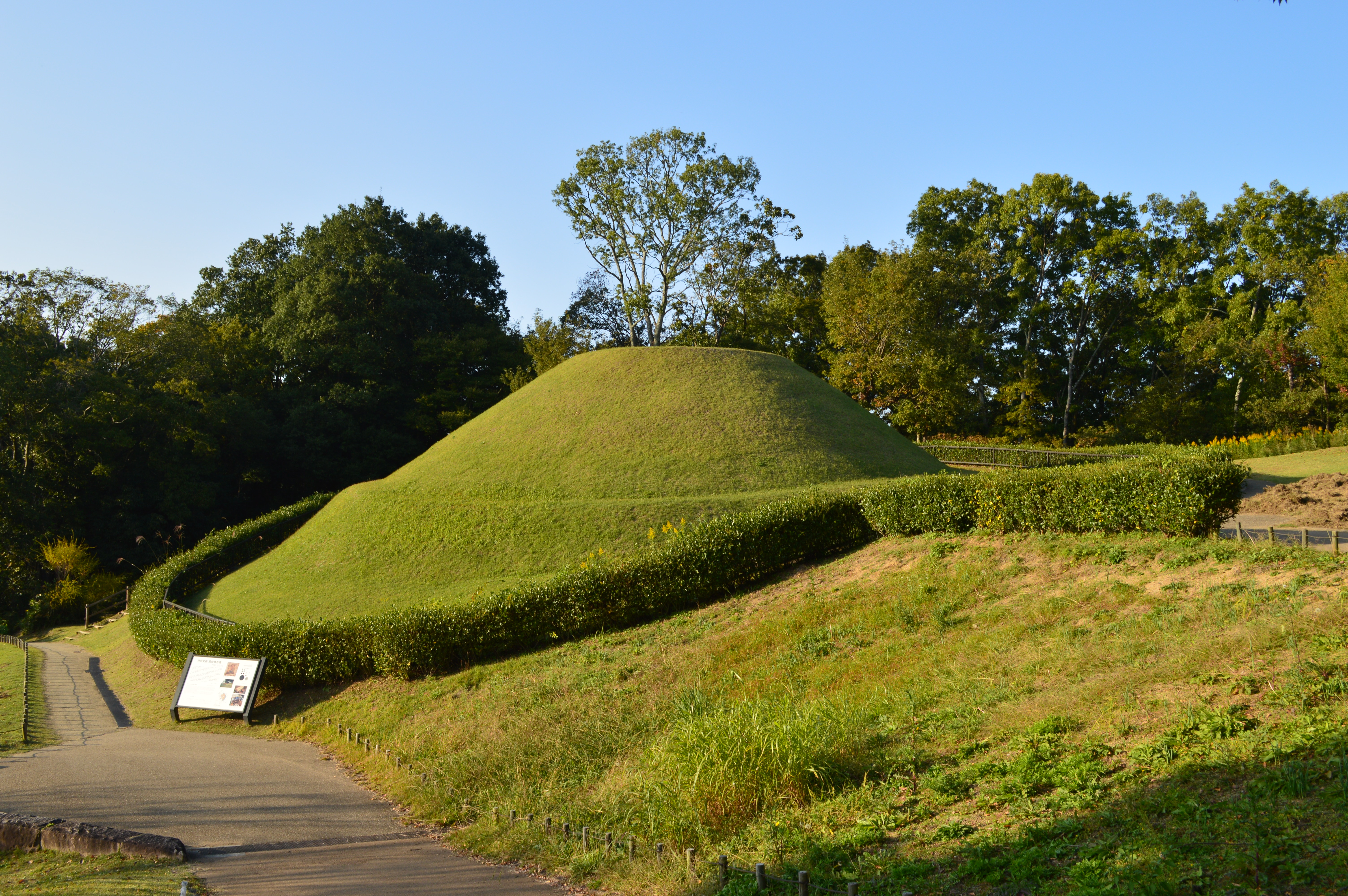
高松塚古墳
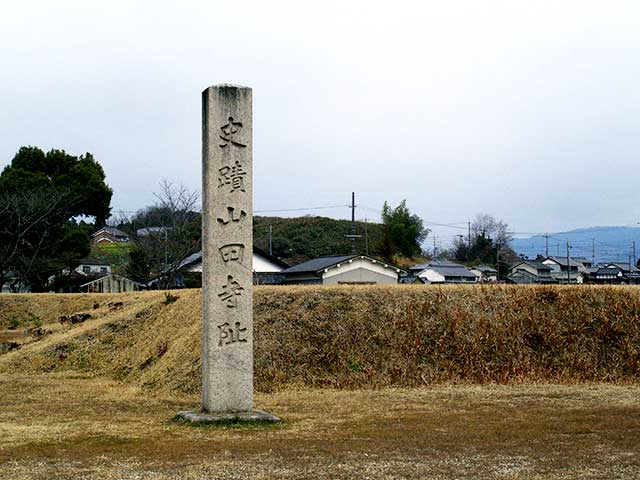
山田寺跡
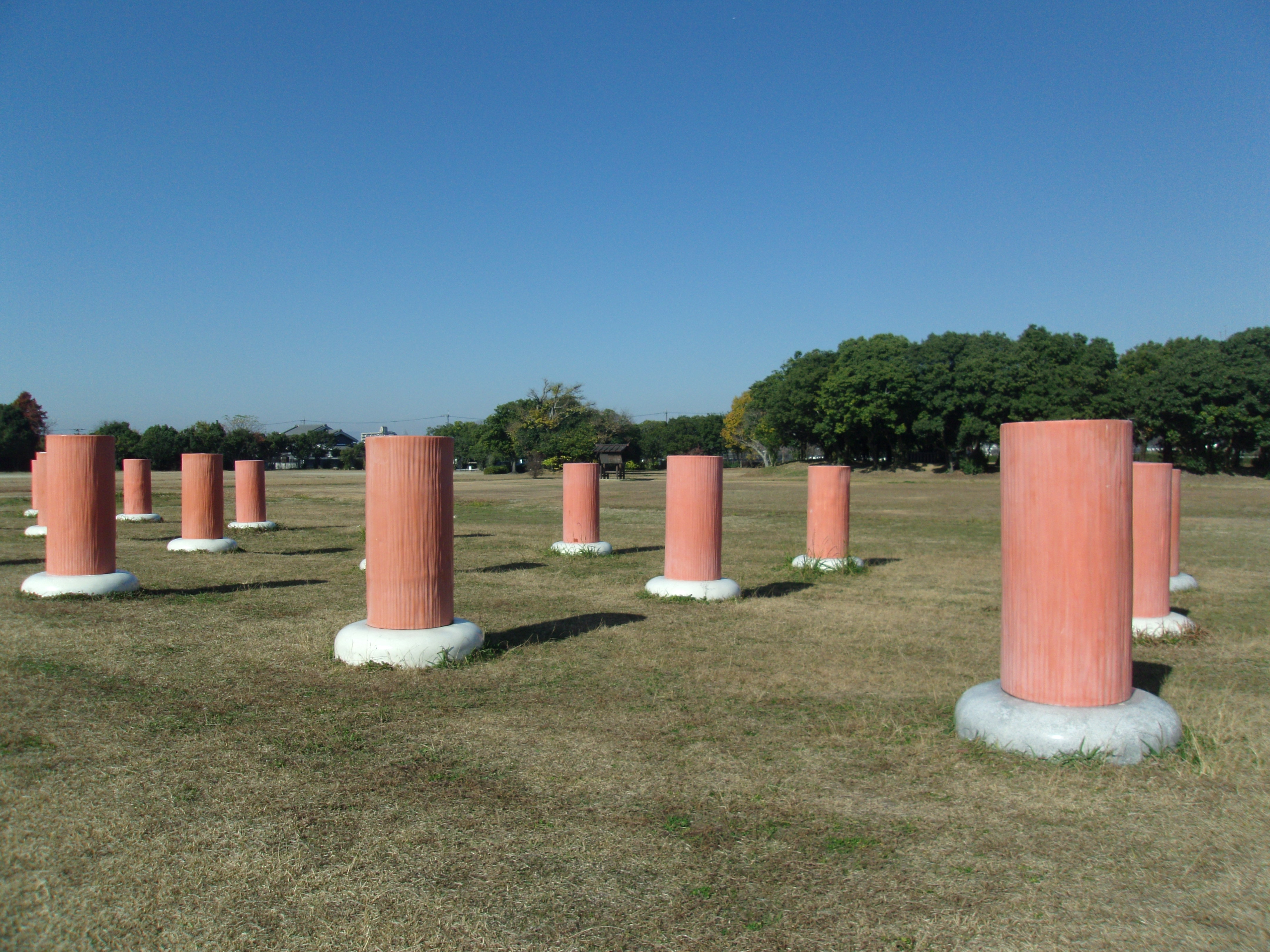
藤原宮跡
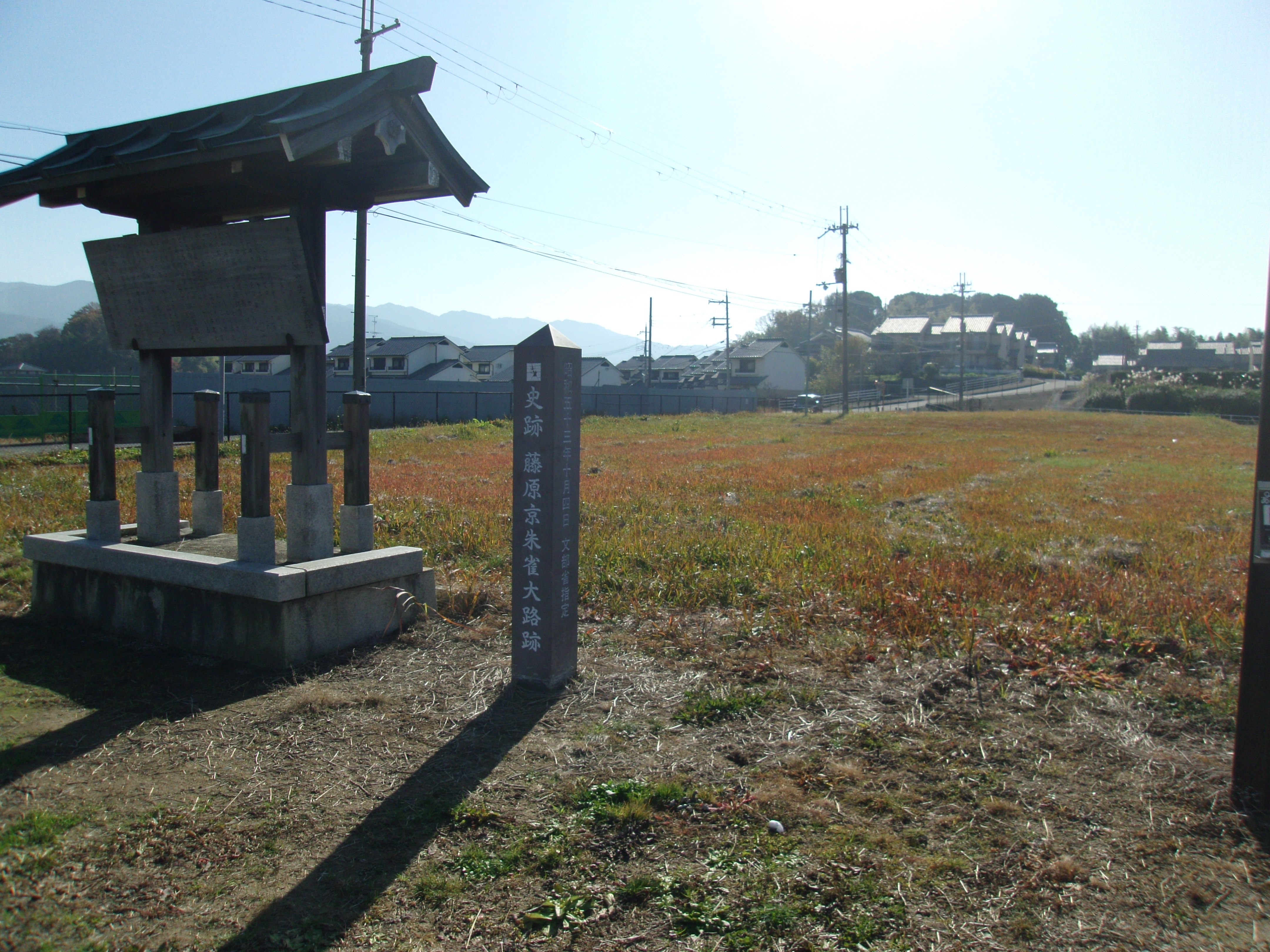
藤原京朱雀大路跡
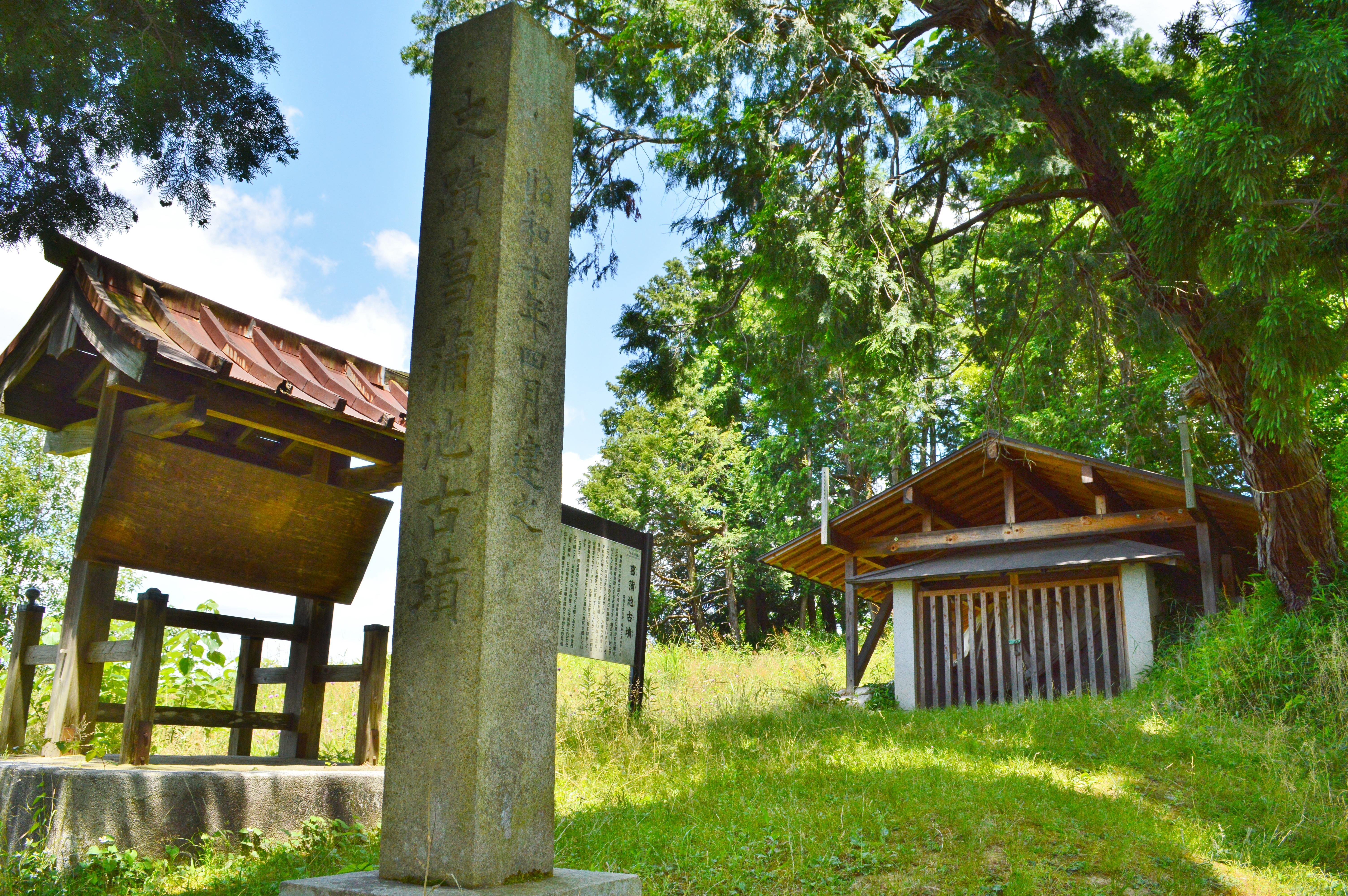
菖蒲池古墳
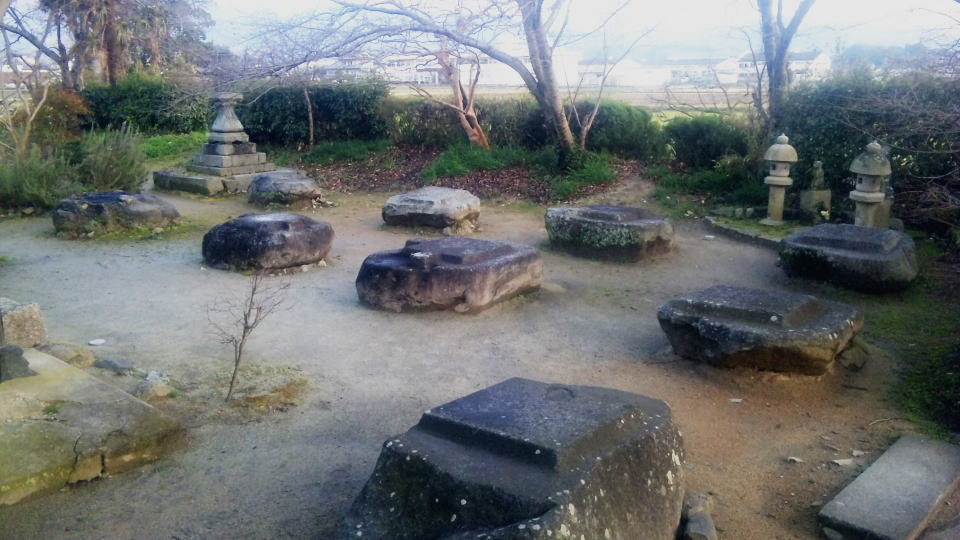
本薬師寺跡

### 明日香村
- 飛鳥宮跡
- 飛鳥京跡苑池（名勝）
- 飛鳥水落遺跡
- 酒船石遺跡
- 飛鳥寺跡
- 橘寺境内…境内の五重塔跡・中門跡・回廊跡などの遺蹟
- 川原寺跡
- 檜隈寺跡
- 石舞台古墳（特別史跡）
- 牽牛子塚古墳
- 大官大寺跡
- 天武・持統天皇陵（宮内庁所管／文化財未指定）
- 中尾山古墳
- キトラ古墳（特別史跡）
- 高松塚古墳（特別史跡）

### 桜井市
- 山田寺跡（特別史跡）

### 橿原市
- 藤原宮跡（特別史跡）・藤原京朱雀大路跡
- 菖蒲池古墳
- 本薬師寺跡（特別史跡）

|                                      |                                      |                                      |                                      |                                      |                                      |  |  |                                      |                                      |                                      |                                      |                                      |                                      |        |        |                                                       |                                                       |                                                       |                                                       |                                                       |                                                       |  |  |             |             |             |             |             |             |  |  |  |  |  |  |  |  |  |  |  |  |  |  |  |  |  |  |  |  |  |  |  |  |  |  |
|                                      |                                      |                                      |                                      |                                      |                                      |  |  |                                      |                                      |                                      |                                      |                                      |                                      |        |        |                                                       |                                                       |                                                       |                                                       |                                                       |                                                       |  |  |             |             |             |             |             |             |  |  |  |  |  |  |  |  |  |  |  |  |  |  |  |  |  |  |  |  |  |  |  |  |  |  |
| 30 敏達天皇                          | 30 敏達天皇                          | 30 敏達天皇                          | 30 敏達天皇                          | 30 敏達天皇                          | 30 敏達天皇                          |  |  | 31 用明天皇                          | 31 用明天皇                          | 31 用明天皇                          | 31 用明天皇                          | 31 用明天皇                          | 31 用明天皇                          |        |        | 33 推古天皇 (敏達天皇后)                              | 33 推古天皇 (敏達天皇后)                              | 33 推古天皇 (敏達天皇后)                              | 33 推古天皇 (敏達天皇后)                              | 33 推古天皇 (敏達天皇后)                              | 33 推古天皇 (敏達天皇后)                              |  |  | 32 崇峻天皇 | 32 崇峻天皇 | 32 崇峻天皇 | 32 崇峻天皇 | 32 崇峻天皇 | 32 崇峻天皇 |  |  |  |  |  |  |  |  |  |  |  |  |  |  |  |  |  |  |  |  |  |  |  |  |  |  |
| 30 敏達天皇                          | 30 敏達天皇                          | 30 敏達天皇                          | 30 敏達天皇                          | 30 敏達天皇                          | 30 敏達天皇                          |  |  | 31 用明天皇                          | 31 用明天皇                          | 31 用明天皇                          | 31 用明天皇                          | 31 用明天皇                          | 31 用明天皇                          |        |        | 33 推古天皇 (敏達天皇后)                              | 33 推古天皇 (敏達天皇后)                              | 33 推古天皇 (敏達天皇后)                              | 33 推古天皇 (敏達天皇后)                              | 33 推古天皇 (敏達天皇后)                              | 33 推古天皇 (敏達天皇后)                              |  |  | 32 崇峻天皇 | 32 崇峻天皇 | 32 崇峻天皇 | 32 崇峻天皇 | 32 崇峻天皇 | 32 崇峻天皇 |  |  |  |  |  |  |  |  |  |  |  |  |  |  |  |  |  |  |  |  |  |  |  |  |  |  |
| 押坂彦人大兄皇子                     | 押坂彦人大兄皇子                     | 押坂彦人大兄皇子                     | 押坂彦人大兄皇子                     | 押坂彦人大兄皇子                     | 押坂彦人大兄皇子                     |  |  | 聖徳太子                             | 聖徳太子                             | 聖徳太子                             | 聖徳太子                             | 聖徳太子                             | 聖徳太子                             |        |        |                                                       |                                                       |                                                       |                                                       |                                                       |                                                       |  |  |             |             |             |             |             |             |  |  |  |  |  |  |  |  |  |  |  |  |  |  |  |  |  |  |  |  |  |  |  |  |  |  |
| 押坂彦人大兄皇子                     | 押坂彦人大兄皇子                     | 押坂彦人大兄皇子                     | 押坂彦人大兄皇子                     | 押坂彦人大兄皇子                     | 押坂彦人大兄皇子                     |  |  | 聖徳太子                             | 聖徳太子                             | 聖徳太子                             | 聖徳太子                             | 聖徳太子                             | 聖徳太子                             |        |        |                                                       |                                                       |                                                       |                                                       |                                                       |                                                       |  |  |             |             |             |             |             |             |  |  |  |  |  |  |  |  |  |  |  |  |  |  |  |  |  |  |  |  |  |  |  |  |  |  |
|                                      |                                      |                                      |                                      |                                      |                                      |  |  |                                      |                                      |                                      |                                      |                                      |                                      |        |        |                                                       |                                                       |                                                       |                                                       |                                                       |                                                       |  |  |             |             |             |             |             |             |  |  |  |  |  |  |  |  |  |  |  |  |  |  |  |  |  |  |  |  |  |  |  |  |  |  |
| 34 舒明天皇                          | 34 舒明天皇                          | 34 舒明天皇                          | 34 舒明天皇                          | 34 舒明天皇                          | 34 舒明天皇                          |  |  |                                      |                                      |                                      |                                      |                                      |                                      | 茅渟王 | 茅渟王 | 茅渟王                                                | 茅渟王                                                | 茅渟王                                                | 茅渟王                                                |                                                       |                                                       |  |  |             |             |             |             |             |             |  |  |  |  |  |  |  |  |  |  |  |  |  |  |  |  |  |  |  |  |  |  |  |  |  |  |
| 34 舒明天皇                          | 34 舒明天皇                          | 34 舒明天皇                          | 34 舒明天皇                          | 34 舒明天皇                          | 34 舒明天皇                          |  |  |                                      |                                      |                                      |                                      |                                      |                                      | 茅渟王 | 茅渟王 | 茅渟王                                                | 茅渟王                                                | 茅渟王                                                | 茅渟王                                                |                                                       |                                                       |  |  |             |             |             |             |             |             |  |  |  |  |  |  |  |  |  |  |  |  |  |  |  |  |  |  |  |  |  |  |  |  |  |  |
|                                      |                                      |                                      |                                      |                                      |                                      |  |  |                                      |                                      |                                      |                                      |                                      |                                      |        |        |                                                       |                                                       |                                                       |                                                       |                                                       |                                                       |  |  |             |             |             |             |             |             |  |  |  |  |  |  |  |  |  |  |  |  |  |  |  |  |  |  |  |  |  |  |  |  |  |  |
| 38 天智天皇 （中大兄皇子）           | 38 天智天皇 （中大兄皇子）           | 38 天智天皇 （中大兄皇子）           | 38 天智天皇 （中大兄皇子）           | 38 天智天皇 （中大兄皇子）           | 38 天智天皇 （中大兄皇子）           |  |  | 40 天武天皇                          | 40 天武天皇                          | 40 天武天皇                          | 40 天武天皇                          | 40 天武天皇                          | 40 天武天皇                          |        |        | 35 皇極・37 斉明天皇（重祚） (舒明天皇后・天智天皇母) | 35 皇極・37 斉明天皇（重祚） (舒明天皇后・天智天皇母) | 35 皇極・37 斉明天皇（重祚） (舒明天皇后・天智天皇母) | 35 皇極・37 斉明天皇（重祚） (舒明天皇后・天智天皇母) | 35 皇極・37 斉明天皇（重祚） (舒明天皇后・天智天皇母) | 35 皇極・37 斉明天皇（重祚） (舒明天皇后・天智天皇母) |  |  | 36 孝徳天皇 | 36 孝徳天皇 | 36 孝徳天皇 | 36 孝徳天皇 | 36 孝徳天皇 | 36 孝徳天皇 |  |  |  |  |  |  |  |  |  |  |  |  |  |  |  |  |  |  |  |  |  |  |  |  |  |  |
| 38 天智天皇 （中大兄皇子）           | 38 天智天皇 （中大兄皇子）           | 38 天智天皇 （中大兄皇子）           | 38 天智天皇 （中大兄皇子）           | 38 天智天皇 （中大兄皇子）           | 38 天智天皇 （中大兄皇子）           |  |  | 40 天武天皇                          | 40 天武天皇                          | 40 天武天皇                          | 40 天武天皇                          | 40 天武天皇                          | 40 天武天皇                          |        |        | 35 皇極・37 斉明天皇（重祚） (舒明天皇后・天智天皇母) | 35 皇極・37 斉明天皇（重祚） (舒明天皇后・天智天皇母) | 35 皇極・37 斉明天皇（重祚） (舒明天皇后・天智天皇母) | 35 皇極・37 斉明天皇（重祚） (舒明天皇后・天智天皇母) | 35 皇極・37 斉明天皇（重祚） (舒明天皇后・天智天皇母) | 35 皇極・37 斉明天皇（重祚） (舒明天皇后・天智天皇母) |  |  | 36 孝徳天皇 | 36 孝徳天皇 | 36 孝徳天皇 | 36 孝徳天皇 | 36 孝徳天皇 | 36 孝徳天皇 |  |  |  |  |  |  |  |  |  |  |  |  |  |  |  |  |  |  |  |  |  |  |  |  |  |  |
|                                      |                                      |                                      |                                      |                                      |                                      |  |  |                                      |                                      |                                      |                                      |                                      |                                      |        |        |                                                       |                                                       |                                                       |                                                       |                                                       |                                                       |  |  |             |             |             |             |             |             |  |  |  |  |  |  |  |  |  |  |  |  |  |  |  |  |  |  |  |  |  |  |  |  |  |  |
| 41 持統天皇 (天武天皇后・草壁皇子母) | 41 持統天皇 (天武天皇后・草壁皇子母) | 41 持統天皇 (天武天皇后・草壁皇子母) | 41 持統天皇 (天武天皇后・草壁皇子母) | 41 持統天皇 (天武天皇后・草壁皇子母) | 41 持統天皇 (天武天皇后・草壁皇子母) |  |  | 43 元明天皇 (草壁皇子后・文武天皇母) | 43 元明天皇 (草壁皇子后・文武天皇母) | 43 元明天皇 (草壁皇子后・文武天皇母) | 43 元明天皇 (草壁皇子后・文武天皇母) | 43 元明天皇 (草壁皇子后・文武天皇母) | 43 元明天皇 (草壁皇子后・文武天皇母) |        |        | 39 弘文天皇 （大友皇子）                              | 39 弘文天皇 （大友皇子）                              | 39 弘文天皇 （大友皇子）                              | 39 弘文天皇 （大友皇子）                              | 39 弘文天皇 （大友皇子）                              | 39 弘文天皇 （大友皇子）                              |  |  | 草壁皇子    | 草壁皇子    | 草壁皇子    | 草壁皇子    | 草壁皇子    | 草壁皇子    |  |  |  |  |  |  |  |  |  |  |  |  |  |  |  |  |  |  |  |  |  |  |  |  |  |  |
| 41 持統天皇 (天武天皇后・草壁皇子母) | 41 持統天皇 (天武天皇后・草壁皇子母) | 41 持統天皇 (天武天皇后・草壁皇子母) | 41 持統天皇 (天武天皇后・草壁皇子母) | 41 持統天皇 (天武天皇后・草壁皇子母) | 41 持統天皇 (天武天皇后・草壁皇子母) |  |  | 43 元明天皇 (草壁皇子后・文武天皇母) | 43 元明天皇 (草壁皇子后・文武天皇母) | 43 元明天皇 (草壁皇子后・文武天皇母) | 43 元明天皇 (草壁皇子后・文武天皇母) | 43 元明天皇 (草壁皇子后・文武天皇母) | 43 元明天皇 (草壁皇子后・文武天皇母) |        |        | 39 弘文天皇 （大友皇子）                              | 39 弘文天皇 （大友皇子）                              | 39 弘文天皇 （大友皇子）                              | 39 弘文天皇 （大友皇子）                              | 39 弘文天皇 （大友皇子）                              | 39 弘文天皇 （大友皇子）                              |  |  | 草壁皇子    | 草壁皇子    | 草壁皇子    | 草壁皇子    | 草壁皇子    | 草壁皇子    |  |  |  |  |  |  |  |  |  |  |  |  |  |  |  |  |  |  |  |  |  |  |  |  |  |  |
|                                      |                                      |                                      |                                      |                                      |                                      |  |  |                                      |                                      |                                      |                                      |                                      |                                      |        |        |                                                       |                                                       |                                                       |                                                       |                                                       |                                                       |  |  |             |             | 42 文武天皇 |             |             |             |  |  |  |  |  |  |  |  |  |  |  |  |  |  |  |  |  |  |  |  |  |  |  |  |  |  |

## 登録までの行程

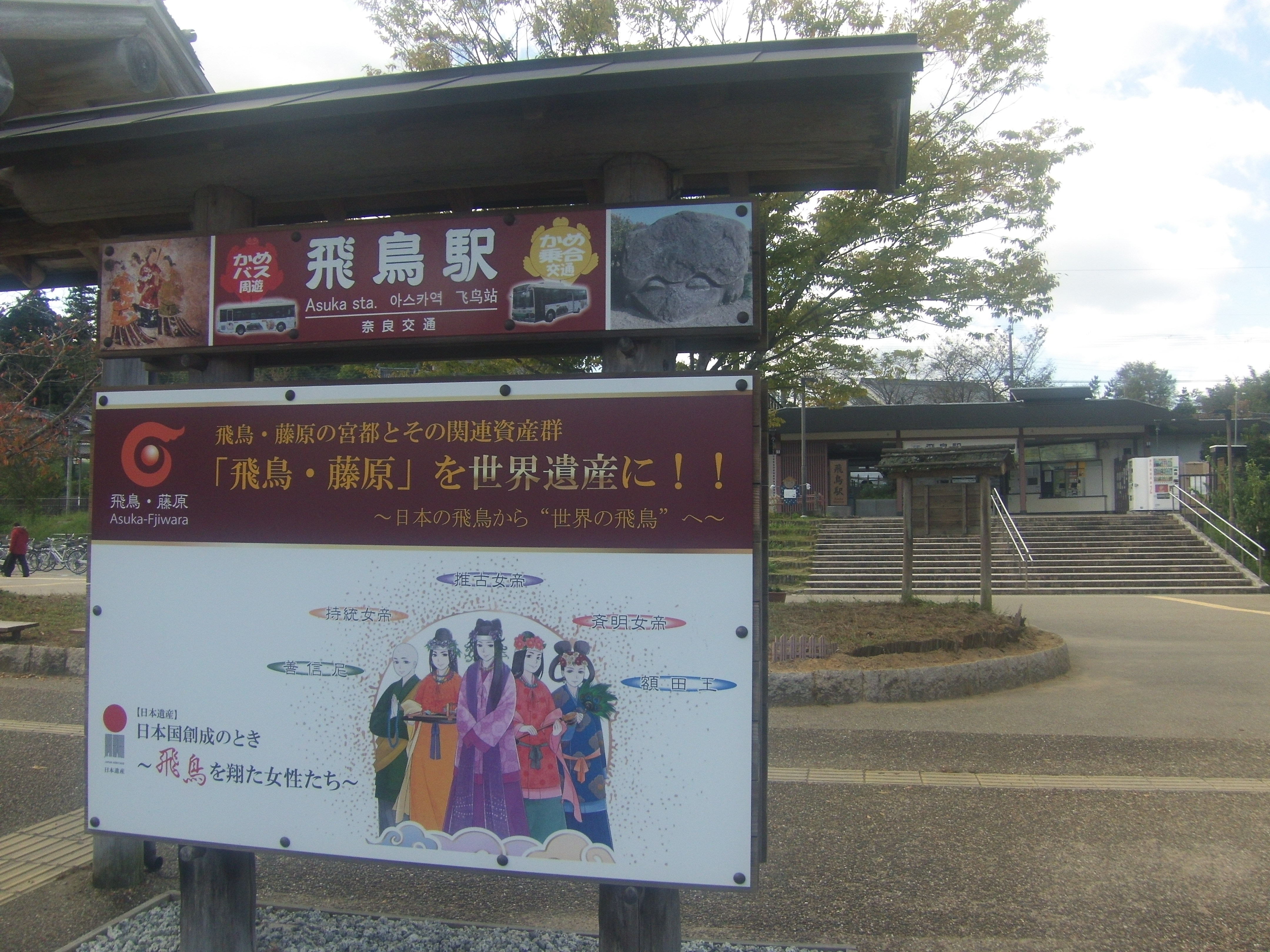
世界遺産を目指す広報看板（飛鳥駅）

1991年に採択された「世界遺産一覧表における不均衡の是正および代表性・信頼性の確保のためのグローバルストラテジー」で考古遺跡分野の世界遺産登録推進が掲げられ、2002年の国連文化遺産年に伴うユネスコ主催の国際会議やシンポジウム等において考古遺跡の重要性が再確認されたことをうけ、2004年に明日香村が独自に可能性を研究する調査費を予算計上（当時日本の世界遺産で考古遺跡は古都奈良の文化財の平城宮跡しかなかった）。
2006年の世界遺産候補地公募に応募し、翌年1月23日に飛鳥・藤原－古代日本の宮都と遺跡群として富岡製糸場と絹産業遺産群（群馬県）、富士山-信仰の対象と芸術の源泉（静岡県・山梨県）、長崎と天草地方の潜伏キリシタン関連遺産（長崎県・熊本県）とともに候補地に選定され、1月30日に暫定リストに掲載。同年10月に世界遺産「飛鳥・藤原」登録推進協議会を設立。
暫定リスト掲載後、さらなる発掘調査や史跡整備、『日本書紀』や『続日本紀』の読み直し、海外の研究者を招いての見解聴取などを行い準備を進めてきたこともあり、満を持して2022年の登録を目指し2020年3月30日に奈良県が推薦書素案を文化庁に提案したが（27日提出・30日受理）、新型コロナウイルス感染症の流行の影響で国内候補地の選定が行われないことになった。
翌3月30日に改めて素案を提案するも文化庁が委任する諮問機関の文化審議会が「価値の証明が不十分である」として正式推薦候補にはなれず（この時は佐渡島の金山を選定）、次いで2022年6月29日に2024年審査候補として再提案したが、2023年審査予定だった佐渡金山が書類不備のため審査が1年順延となり、飛鳥・藤原の選定も持ち送りとなった。さらに2022年開催予定であった第45回世界遺産委員会がロシアによるウクライナ侵攻で開催延期となり（委員会開催国がロシアだった）、佐渡の審査が繰り下がったため2024年登録の目標も潰えた。
2023年7月4日、文化審議会は①飛鳥宮跡・藤原宮跡の一部が民有地の地権者の同意が得られず文化財未指定であること（どちらも中核域での道路や建物の存在も問題視）、②現在の構成資産候補が本当に妥当であるのか（例えば大官大寺跡は埋め戻し保存により田畑化しており遺構が目視確認できない）、③海外においての認知度がまだ浸透していない、④大和三山を管理する林野庁との連携など全ての構成資産候補を網羅する包括的管理・運用策がないことなどを理由に2023年の推薦は行わず、2024年に推薦し2026年の登録を目指すとした。これは推薦枠を巡り競合してきた彦根城に今年から運用が始まった諮問機関による事前評価制度（2019年の第43回世界遺産委員会で制度採用決定）を利用する方針となり、これには推薦に漕ぎ着けるまでに最低でも4年の時間を要することになるためで、飛鳥・藤原は従来のプロセス方法で推薦を進めてゆく。
同7月21日に文化審議会は史跡整備が進んだ藤原京朱雀大路跡の左京七条一坊跡・二坊跡および飛鳥宮跡と大官大寺跡の一部を史跡に追加指定、さらに2024年6月24日に朱雀大路跡の右京七条一坊跡および地権者の同意が得られた飛鳥宮跡と大官大寺跡の一部を史跡に追々加指定する答申を出した（2025年3月10日に全ての指定が完了）。
2024年4月15日、文化庁宛に4回目となる推薦書素案を提出。

### 推薦手続き

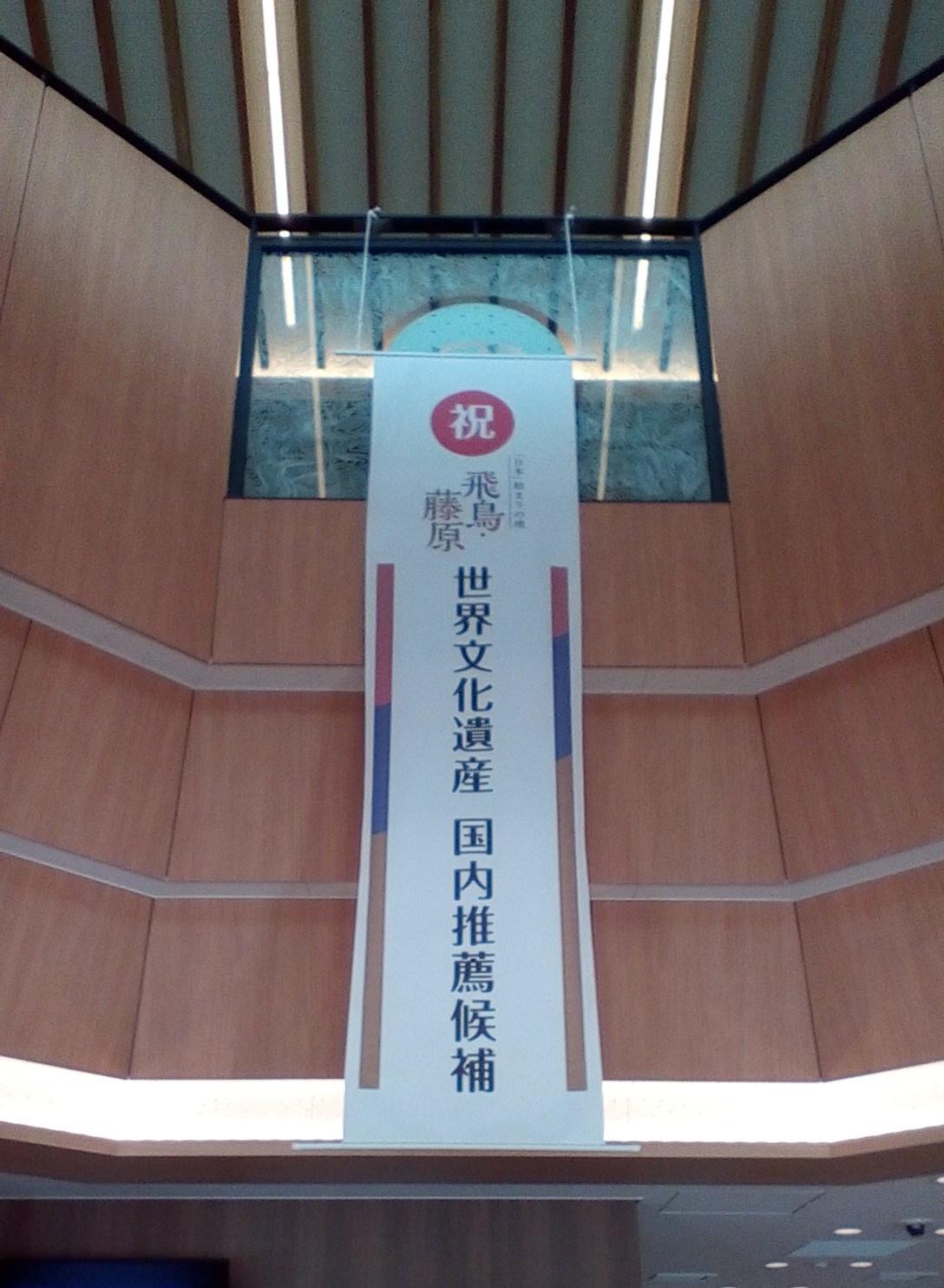
正式候補に指名されたことを寿ぐ明日香村役場

2024年9月9日、文化審議会が当該遺跡の推薦を決定し、文化庁へ答申。
同27日、文化庁がユネスコ世界遺産センターへ暫定版推薦書を提出。例年9月末日が暫定版推薦書の提出期限で、その翌年の2月1日までに正式版の推薦書を提出することになる。暫定版を提出しておけば、正式版を提出するまでにユネスコからの指摘を訂正するなど、記載内容を修正できる。
正式な推薦を行うには、文化審議会の内示を経て、文化庁が承認し、外務省による世界遺産条約関係省庁連絡会議で推薦することを合意・確認し（世界遺産は国際法に基づく世界遺産条約によることから会議の開催は外務省の国際法局になる）、政府の決裁を仰ぐため内閣（官邸）へ提議。閣議が召集され推薦を全閣僚により了承される必要がある。推薦の国内手続きは、行政機関（官庁）による行政事務としての世界遺産条約関係省庁連絡会議→最終的な政治判断となる閣議了解による決議→政府が外務省にユネスコへの推薦書提出を指示→外務省がユネスコへ推薦書を提出（推薦書データを駐仏ユネスコ大使に送付し提出を指示）という流れになる。
2025年1月27日に世界遺産条約関係省庁連絡会議が開かれ、翌日の閣議で推薦を了承し（閣議は毎週火・金曜に開催されることから、2月1日の推薦書提出締め切りに間に合わせるには1月28日か31日の閣議で決めるしかなかった）、その日の内にユネスコに対して正式版推薦書の提出を完了。なお、この正式推薦決定の過程で、構成資産候補から橿原市の大和三山（天香具山・畝傍山・耳成山）が除外された。

構成資産ではなくなった大和三山
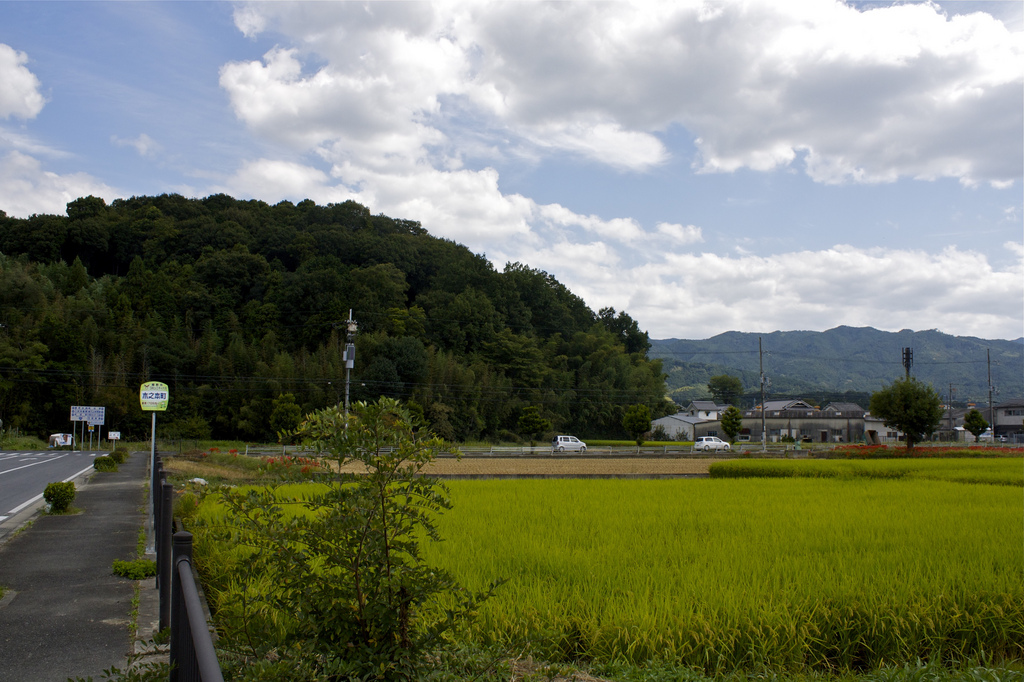
天香久山
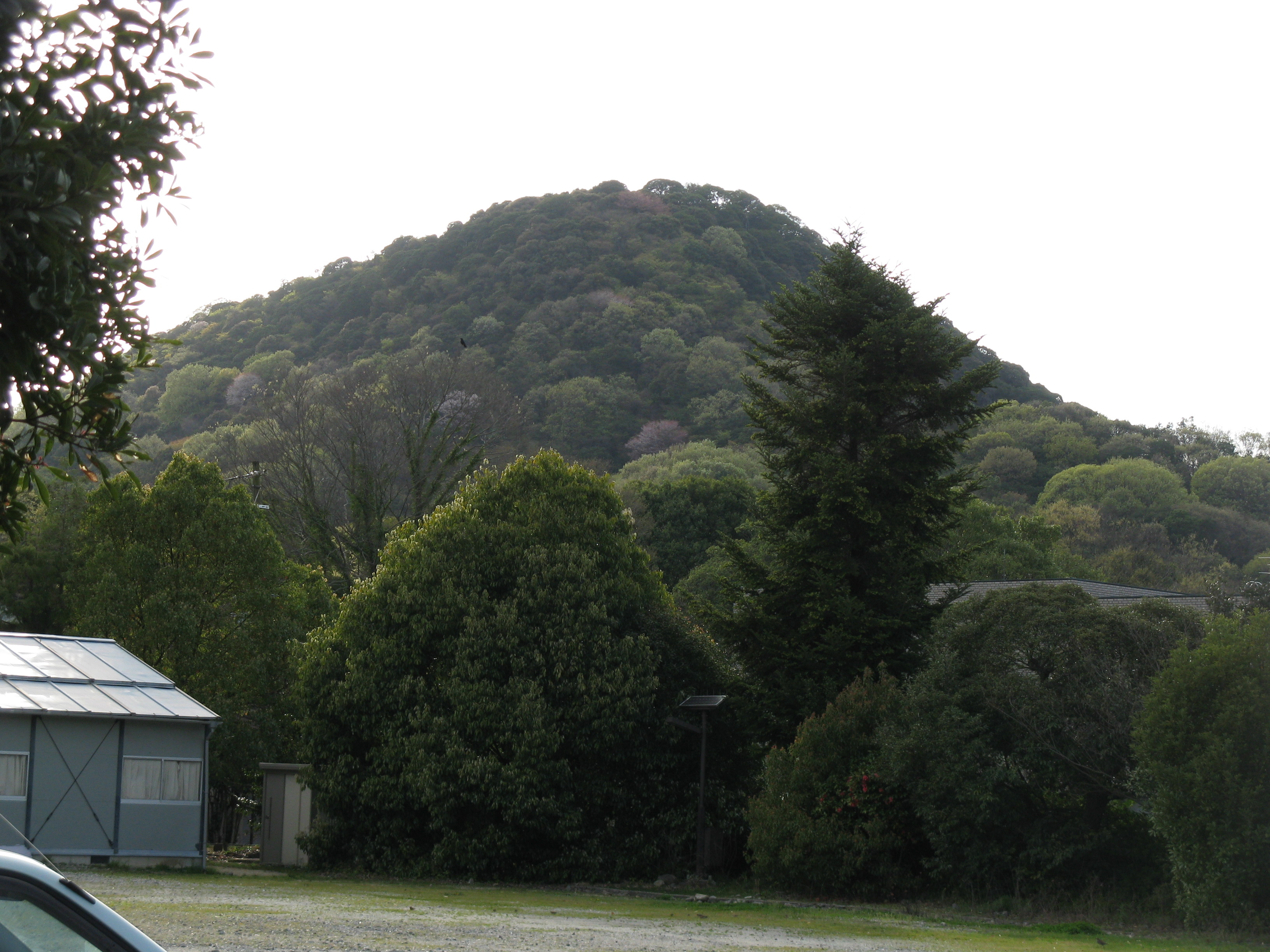
畝傍山
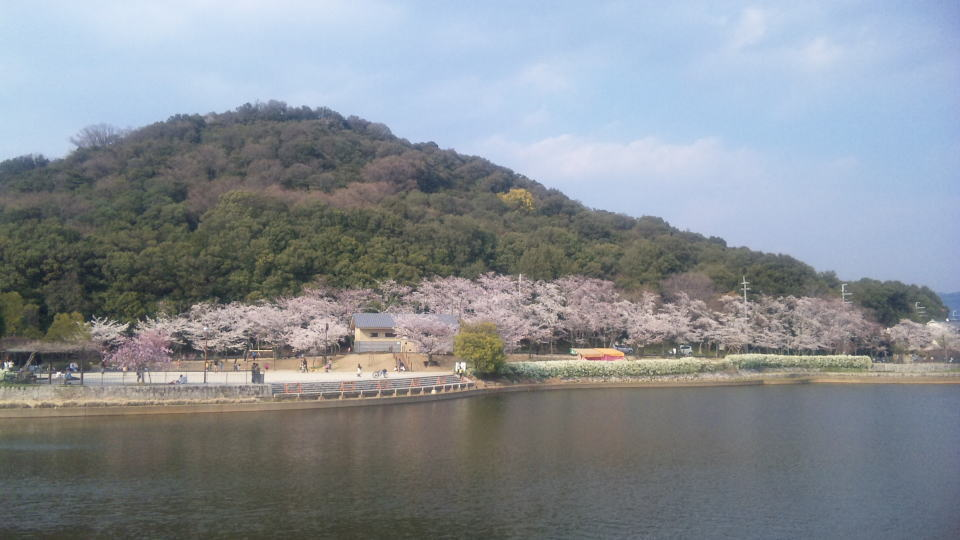
耳成山

2020年から世界遺産委員会での新規登録審査数が35件までと上限枠が設けられ、登録数の少ない国を優先するため推薦物件が多い場合には登録数が多い日本（2025年時点で日本の世界遺産は26件あり保有数で世界11位）からの推薦は、受付終了後の応募数によっては受理されない可能性もある。この集計作業において全ての推薦書を確認し、書類に不備があったものは棄却され、3月1日を目安に可否が通知される。推薦書が受理されると、同年夏から秋に諮問機関国際記念物遺跡会議（ICOMOS）による現地調査を受けることになる。

### 今後の予定
諮問機関による現地調査の結果は、翌年（例年5月頃=委員会開催の6週間前まで）に勧告という形式で「記載（登録）」「情報照会」「記載延期」「不記載」の四段階で発表される。いずれの評価であっても世界遺産委員会での本審査を受けることは可能だが、不記載勧告からの逆転登録は極めて困難で、委員会で不記載決議が下されると再推薦は不可能となる。また、勧告とは別に中間報告が発せられ、名称の変更や構成資産そして基本的コンセプトの見直しが指導されることもある。 
最終的な登録審査は世界遺産委員会の21の委員国による全会一致のコンセンサスが原則で、委員国だけに意思表示の権利があり（推薦国にも意見陳述の機会は与えられる）、異議申し立てがあった場合には多数決で⅔（14ヶ国）以上の賛同が必要となる。
なお、2023年の委員国改編で韓国が委員国に選出され（～2027年まで）、飛鳥・藤原が登録審査をうけることになる2026年の第48回世界遺産委員会の開催国も韓国となった。委員国には拒否権や意思表示する権限が与えられていることから何らかの意見陳述をする可能性もある（「神宿る島」宗像・沖ノ島と関連遺産群が登録された第41回世界遺産委員会では韓国が「沖ノ島宝物の多くが朝鮮半島や中国で作られたものであり、共同研究をしなければ真価が得られない」という条件を突き付けた）。2026年の登録を逃すと、入れ替わりで2027年～2031年には中国も委員国に就くと目されており、藤原京が採用した都城制・条里制の源流は中国にあると参考意見を述べる可能性もある（北朝鮮が高句麗古墳群を推薦すると中国側にある高句麗の都跡を自国の地方文化であるとし高句麗前期の都城と古墳として別件登録した）。このような具申を覆すため、委員会では舞台裏で登録のためロビー活動がしばしば繰り広げられ、これまで日本も外交交渉を展開してきた経緯がある。

## 顕著な普遍的価値
中国や朝鮮半島との国際交流の価値から「東アジアの文化と技術交流により、古代日本に一大変革を起こした物証」であり、「東アジア諸国のうち国家形成の過程が明確にわかる唯一無二の資産」と位置付ける。
メインテーマを「統一国家"日本国"の形成と成立」とし、三つの「律令国家の中枢機構の形成過程」「国家宗教としての仏教寺院の成立」「律令による墓制の変化、律令国家形成の主人公の墳墓」というサブカテゴリーを設けて各資産をカテゴライズする。
こうしたことから推薦に際して登録基準（クライテリア）には、(ⅱ)の「価値観の交流」と(ⅲ)の「文明の証拠」を適用した。

### 除外された資産
推薦書原案作成の過程で、「顕著な普遍的価値」が立証できないと判断され、当初予定していた構成資産から除外されたものがある。
飛鳥稲淵宮殿跡、飛鳥池工房遺跡、マルコ山古墳、岩屋山古墳、定林寺跡、岡寺跡（以上、明日香村）、植山古墳、丸山古墳（以上、橿原市）

## 真正性
世界遺産の推薦に際しては真正性（オーセンティシティ）が登録条件として求められ、これは対象物が構築当初の資材のままで保たれていることに遺産の価値を見出すもの。復元に際してもユネスコが採択したヴェネツィア憲章において現地に残された原材料を用いるアナスタイローシスを推奨している。木造建築の日本では修復を繰り返すことで継承してきた建造物が多く、世界遺産推薦時の障壁となったが、飛鳥・藤原では石造物が主体であり、発掘で検出された石組遺構は出土素材を用い丁寧に復元している。
真正性に関してはオーセンティシティに関する奈良ドキュメントが定められており、「形態と意匠」「材料と材質」「用途と機能」「伝統と技術」「立地と環境」「精神と感性」といった子細な属性に言及している。飛鳥・藤原では構成資産候補にそれぞれ見合う解釈を展開しようとしている。

## 法的保護根拠
世界遺産の推薦に際しては完全性として、開発による環境破壊（文化的環境含む）を規制し、損壊した際に刑法の建造物等損壊罪や礼拝所及び墳墓に関する罪などとは別に、罰則が科せられる法律による保護の担保が必要となる。
構成資産候補は天武・持統天皇陵を除き文化財保護法の史跡（特別史跡）もしくは名勝の指定をうけており、古都における歴史的風土の保存に関する特別措置法（古都保存法）の適用もうけている。
特に明日香村に関しては明日香村のためだけに明日香村における歴史的風土の保存及び生活環境の整備等に関する特別措置法が制定されており、文化庁施策とは別に国土交通省が「歴史的風土部会」の明日香村小委員会による整備を推進し、緩衝地帯における営農景観などを含めた総合的保全計画を展開している。
この他、斜面や山裾にある文化財に対し土砂災害警戒区域等における土砂災害防止対策の推進に関する法律（土砂災害防止法）による警戒と対策が布かれている。
また、景観法に基づく景観条例が整備されているほか、明日香村では屋外広告物法により景観保持に努めている。
橿原市では都市計画法に基づき、藤原京跡遺跡が確認される区域や大和三山（同法の風致地区指定）付近での開発を制限しており、三山と裾野に広がる木々には森林法や都市緑地法の緑地保全地域も適用されている。
藤原宮跡のように史跡公園として整備開放されている場所では、廃棄物の処理及び清掃に関する法律により、ゴミのポイ捨ても処罰の対象として取り締まられる。
一方で、宮内庁所管の天武・持統天皇陵は皇室典範によって定められているが、陵墓に対する犯罪・不敬行為に関する罰則項目はなく（旧皇室陵墓令では規程があった）、国有財産法による皇室財産としても百舌鳥・古市古墳群が世界遺産に登録された際に法的保護根拠とはしなかった経緯もあり、これに準じた。世界遺産条約では「当該国内法令に定める財産権は害さない」とし、所有権とその権利の行使を認めていることから、百舌鳥・古市古墳群では文化財指定をせず、景観法を拠り所とした。

法律とは別に、橿原市が独自に世界遺産条例を制定することにした。自治体が世界遺産のために条例を設けるのは、紀伊山地の霊場と参詣道を擁する和歌山県や北海道・北東北の縄文遺跡群の小牧野遺跡に対して青森市が「小牧野遺跡の保護に関する条例」を定めている。

## 緩衝地帯
世界遺産では構成資産に開発の影響が及ばなぬよう周辺を取り巻くように緩衝地帯を設定しなければならない。特に明日香村では広域にわたり周知の埋蔵文化財包蔵地であることから、近鉄吉野線の線路や駅、住宅地・田畑（重要文化的景観の奥飛鳥など）が緩衝地帯に包括されている。

## 課題

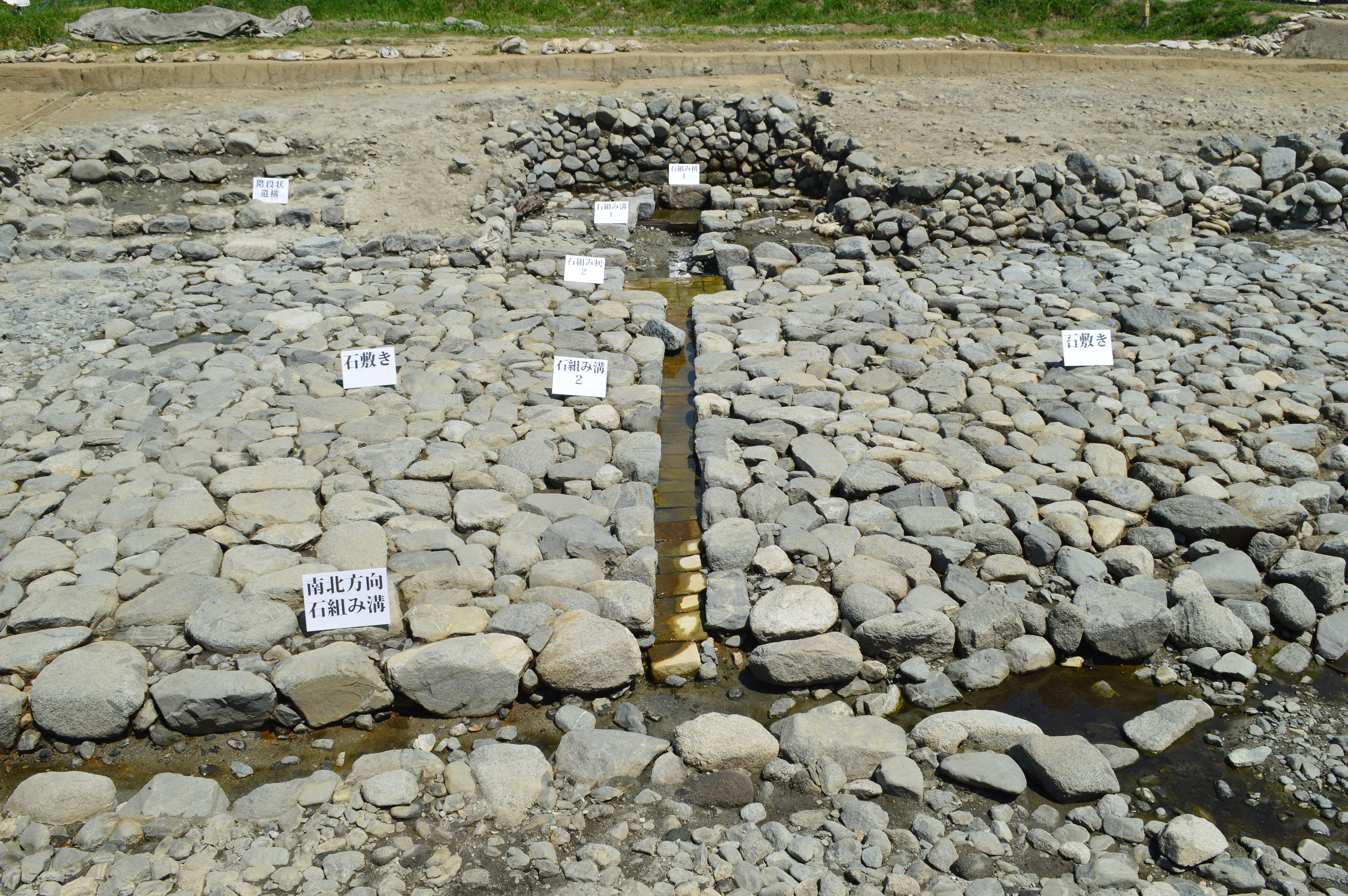
発掘された飛鳥京跡苑池の石組遺構は埋戻保存され目視できない

世界遺産の必須条件である顕著な普遍的価値とは、世界史に照らし唯一無二の存在であることや世界に与えた影響などを国際学術的に証明し認めてもらうことであるが、世界的に見て日本という国家の成り立ちが世界史上でどれだけ重要性があるかや、古代の中国や朝鮮半島からの影響が色濃く文化の独自性が弱いといった指摘がなされている。中朝からの影響に関しては、登録推進協議会専門委員会委員長の木下正史東京学芸大学名誉教授が、「文化多様性があった時代」と逆手に取る見解を展開する。
また、上掲の構成資産候補は古墳、石造物、考古遺跡（埋蔵文化財）、建造物（寺院）、景観（山）に大別されるが、世界遺産では同一国内や近隣国の先行登録類似物件との違いを立証しなければならず、古墳や建造物に関しては同時代のものが内外で既に登録されており（「神宿る島」宗像・沖ノ島と関連遺産群の新原・奴山古墳群や韓国の慶州歴史地域・百済歴史地域など）、遺跡に関しては大半が保護のため埋め戻されており土中にあって視覚的に確認できないことも指摘されており、現地でスマートフォンやタブレット端末をかざすと当時の復元建物が映し出されるVR（仮想現実）映像を導入して対応。 
さらに内部から剥ぎ取られ少し離れた場所に移設された高松塚古墳とキトラ古墳の壁画も問題となる。世界遺産は原則として当該地にあることが前提で、両古墳の最大の価値である壁画が内部に無いことが問題視される。世界遺産は不動産有形財構築物が対象でもあり、外された壁画は動産（可動文化財）と見なされる可能性もあり、審査に耐えうるかも問題である。このことに関して2025年になり、キトラ古墳壁画について文化庁が「将来は墳丘に戻す」という基本方針を明らかにし（高松塚古墳壁画に関しては2005年に同様の方針を策定済）、ユネスコ諮問機関による現地視察調査に備えた動きを採った。

### 観光対策

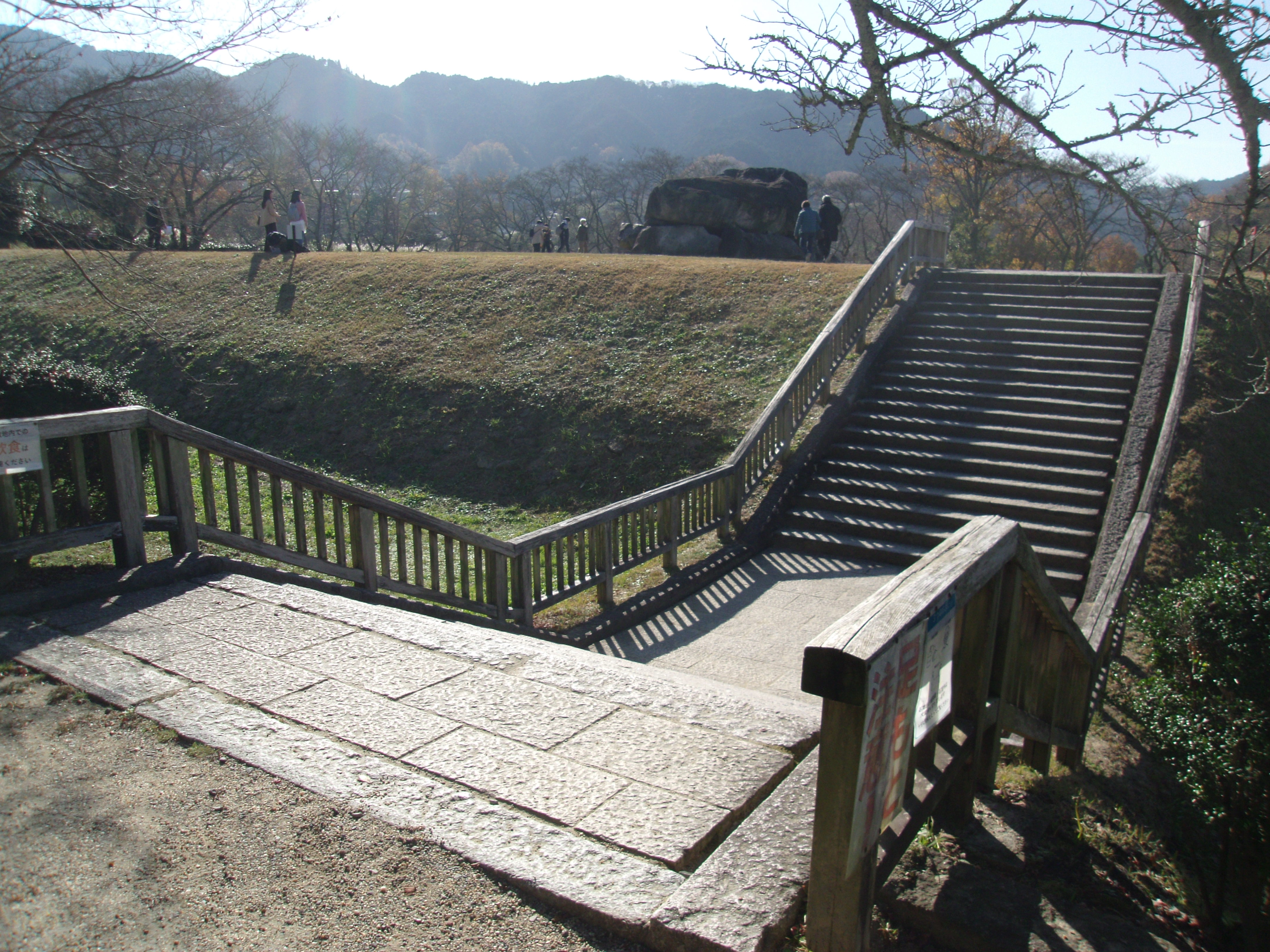
石舞台古墳へは周濠を階段で渡るしかなく車椅子での観光はできない

世界遺産登録に伴い大挙押し寄せる観光客による観光公害（環境負荷）が世界遺産に与える影響を鑑み、ユネスコは推薦段階から具体的な対策案を示すことを求めるようになった。飛鳥に関しては世界遺産登録を目指す以前から観光地として人気があったこともあり観光コントロールには慣れており、レンタサイクルによるエコツーリズムも定着しているが、「明日香まるごと博物館地域計画」を策定して世界遺産登録後の来訪者急増を想定して備えている。
また、障害者・高齢者の権利を擁護するユネスコは、世界遺産観光に際してのアクセシビリティを注視している。明日香村では「明日香村における歴史的風土の保存及び生活環境の整備等を今後一層進めるための方策はいかにあるべきか。」と題したアクションプランを策定し、史跡に影響を与えない範囲でのバリアフリー化などを推進している。
明日香村は文化観光拠点施設を中核とした地域における文化観光の推進に関する法律の地域計画に認定されており、外国人観光旅客の来訪の促進等による国際観光の振興に関する法律に基づく構造改革特別区域での「認定通訳ガイド特区」（地域限定通訳案内士）でもある。
そうした中、日本政策投資銀行が「日本の考古遺跡における考古学観光の可能性～インバウンド富裕層の誘客に向けた施策提言と奈良県明日香村の事例～」を発表した。海外では考古学観光に一定の人気があり、観光収益の一部を遺跡保全に還流することに成功している事例もあり、飛鳥・藤原が日本における考古学観光の中核になり得る可能性を示唆。その経済効果は年間3億円になると試算される。

### 持続可能性
ユネスコは近年、世界遺産の持続可能な保全を求めるようになり、2012年に開催された「世界遺産条約採択40周年記念－世界遺産と持続可能な開発：地域社会の役割」（京都ビジョン）で世界遺産存続のため地域コミュニティの存在の重要性を説いた。さらに2018年に長崎と天草地方の潜伏キリシタン関連遺産に対し、ユネスコ諮問機関の国際記念物遺跡会議（ICOMOS）による登録勧告において、消滅可能性自治体に名を連ねる地域の景観保持に関し人口減少の懸案を示唆したが、これは明日香村でも指摘される可能性がある。このため明日香村では過疎地域の持続的発展の支援に関する特別措置法の適用をうけ対応を進めている。

### 気候変動対策
2021年に開催された第44回世界遺産委員会において、世界遺産保全に気候変動対策を盛り込むことが決定し、新規推薦に際して遺産影響評価（HIA）として被害想定シミュレーションと対策案を盛り込むことが義務付けられ、対応が求められる。明日香村では「明日香村地域防災計画」を作成している。

## 価値の再編
2022年8月21日には自由民主党の「飛鳥古京を守る議員連盟」と公明党の「明日香村の保存・整備プロジェクトチーム」が荒井正吾奈良県知事（当時）らを交えて現地視察し、「価値をどうみせるかが重要」と確認し、斬新なストーリーやコンセプトの練り上げを進めることとした。
飛鳥・藤原は時代区分として、既に世界遺産となっている百舌鳥・古市古墳群から続くもので、同時代の法隆寺（法隆寺地域の仏教建造物）を経て、平城京（古都奈良の文化財）へとバトンタッチする中間点であることから、他の遺産と連携し時間軸を巡る歴史回廊的な見せ方を模索する。特に百舌鳥・古市古墳群の大半が立ち入り禁止であるのに対し、飛鳥の古墳は近付けて内部が見られるものもあることで差別化を図る。
関西大学の木庭元晴によると、藤原京の都市設計には風水の影響に加え、推古天皇期に設置された天の北極軸と大和三山の大極（垂心）軸に基づき、斉明天皇期に行われた飛鳥川や高取川の付け替えなど日本独自の概念が作用しているとする。
文化審議会も最新の世界遺産の動向を分析し、新たな推薦候補には不動産有形財構築物である世界遺産の価値を補完できる関連する無形の要素やナラティブ（ストーリー性）が伴う必要を示したこともあり、奈良県が音頭をとった世界文化遺産と無形文化遺産を連携させる「大和宣言」を採択し、飛鳥時代から連綿と続く地域の伝統文化（例えば食文化から黒米・赤米などの古代米や飛鳥鍋）との関係性に触れたり、大和三山や田園風景も含めた文化的空間であることも飛鳥・藤原の独自性とした。

### 万葉集の世界観
従来の歴史学者や考古学者による専門家委員会に、日本の自然遺産に関与する植物学者の岩槻邦男や世界遺産で重視されるようになった文化的景観に通じる景観・都市計画のエキスパート五十嵐敬喜らを招聘し新たな視点の模索を始め、当地で編纂された『万葉集』に詠まれた自然景観は現代に至る日本人の自然観がこの時代に和歌という表現方法を通して形成たされことにも言及する案が提唱された。
飛鳥・藤原の表現方法に万葉集を充てるという考えは、世界遺産の価値は創造できるということで、それが評価されるか次第になる。海外でも『Man'yōshū』として知識人や一部の愛好家の間では知られているが、その魅力と世界遺産に関連させる意義を国際的に発信する必要がある。但し、世界遺産は不動産有形財構築物が対象のため、可動文化財（書物）である万葉集そのものは世界遺産にはなり得ず（万葉集本体も原本は失われており、現在伝わるものは全て平安時代以降の写本）、あくまでも価値を補完するための史料となる。

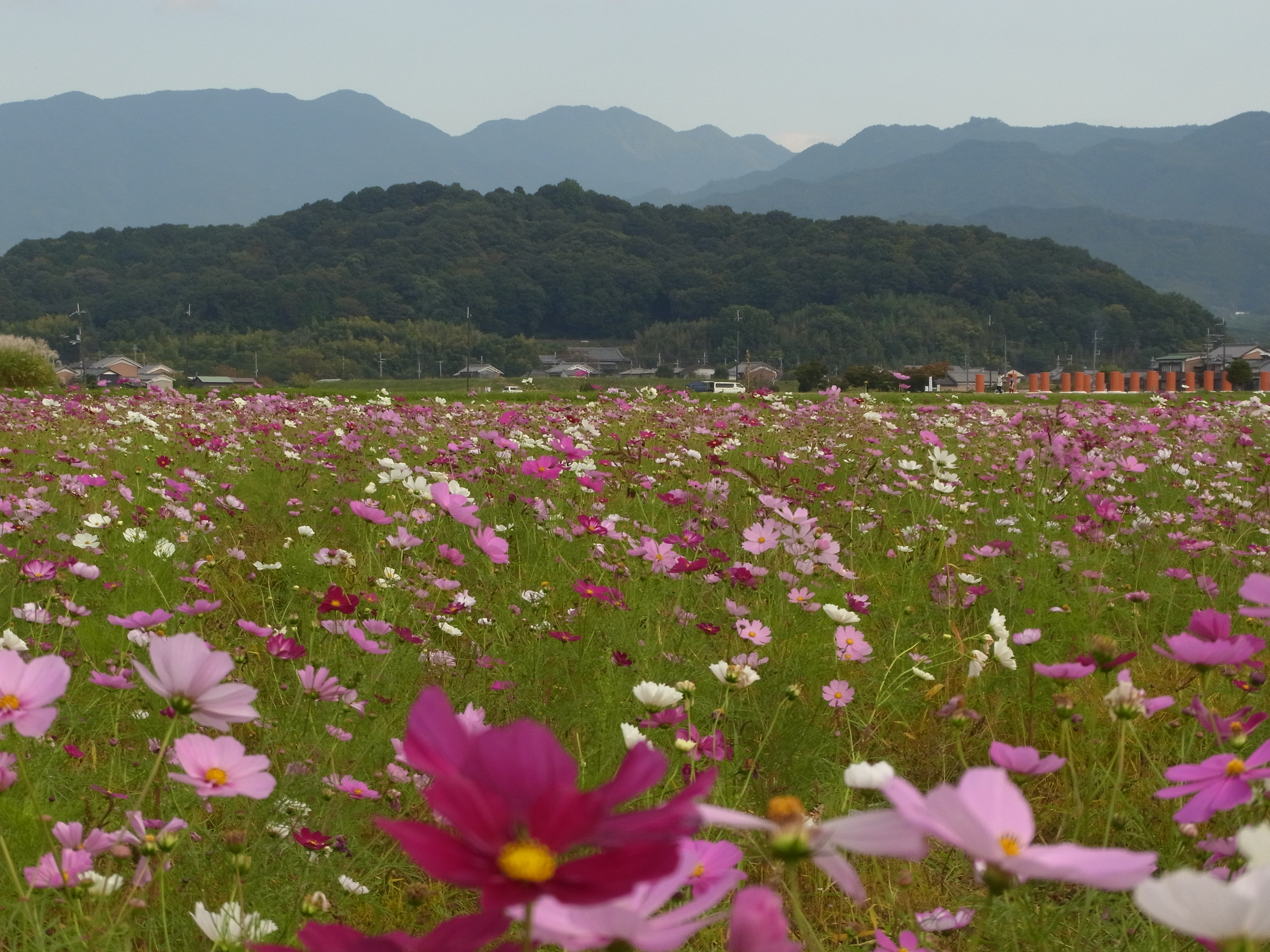
藤原宮に咲く秋桜は万葉集には出てこない

万葉集には自然情景を詠んだ歌が多く、その中でも特に植物が多い。外国の詩でも植物に関する表現はあるが、概して果物や野菜など現実的な食用が主体であるのに対し、万葉集では野辺の道草などに情緒的に関心を寄せ、それが四季を通して描かれていることが自然と人間の共生を実践してきた日本人の自然観を言葉・文字として表している物証となる。このことから、飛鳥の甘樫丘に万葉植物園路と橿原市に万葉の森があるが、明日香村の至る所に万葉植物が花咲く景観を再現しようという提言は以前からあったが、世界遺産を目指すにあたり古環境を再現する花いっぱい運動的にNA空間を展開することで、バーチャル・リアリティではない現実の視覚・嗅覚で往時を体感させる意義はある。奈良県立万葉文化館の展示も世界遺産に寄せることでガイダンス施設的な役割が担える。北海道・北東北の縄文遺跡群の北黄金貝塚では、発掘調査で回収された種子や花粉から縄文時代の自然環境を再現した「縄文の森」を整備しており、世界遺産登録審査の際に評価された前例もある。
2022年には万葉植物を研究した牧野富太郎の遺品から発見された資料を基とした『牧野万葉植物図鑑』が刊行され、牧野が2023年のNHK連続テレビ小説（朝ドラ）『らんまん』の主人公になるなど、万葉植物への注目度が高まっている。
一方で、藤原宮跡では藤原宮跡花園として公式に秋に一面のコスモス景観を見せているが、コスモスは明治時代に持ち込まれた外来種であり、万葉植物景観を推進するにはコスモスを撤去しなければならなくなる可能性もある。より厳格な自然環境の管理が求められる自然遺産でのことになるが、奄美大島、徳之島、沖縄島北部及び西表島として世界遺産となった奄美大島の宇検村では村花であるハイビスカス（ブッソウゲ）が外来種であるからと、世界遺産登録域内では一斉に伐採した事例もある。

### 壬申の乱1350年

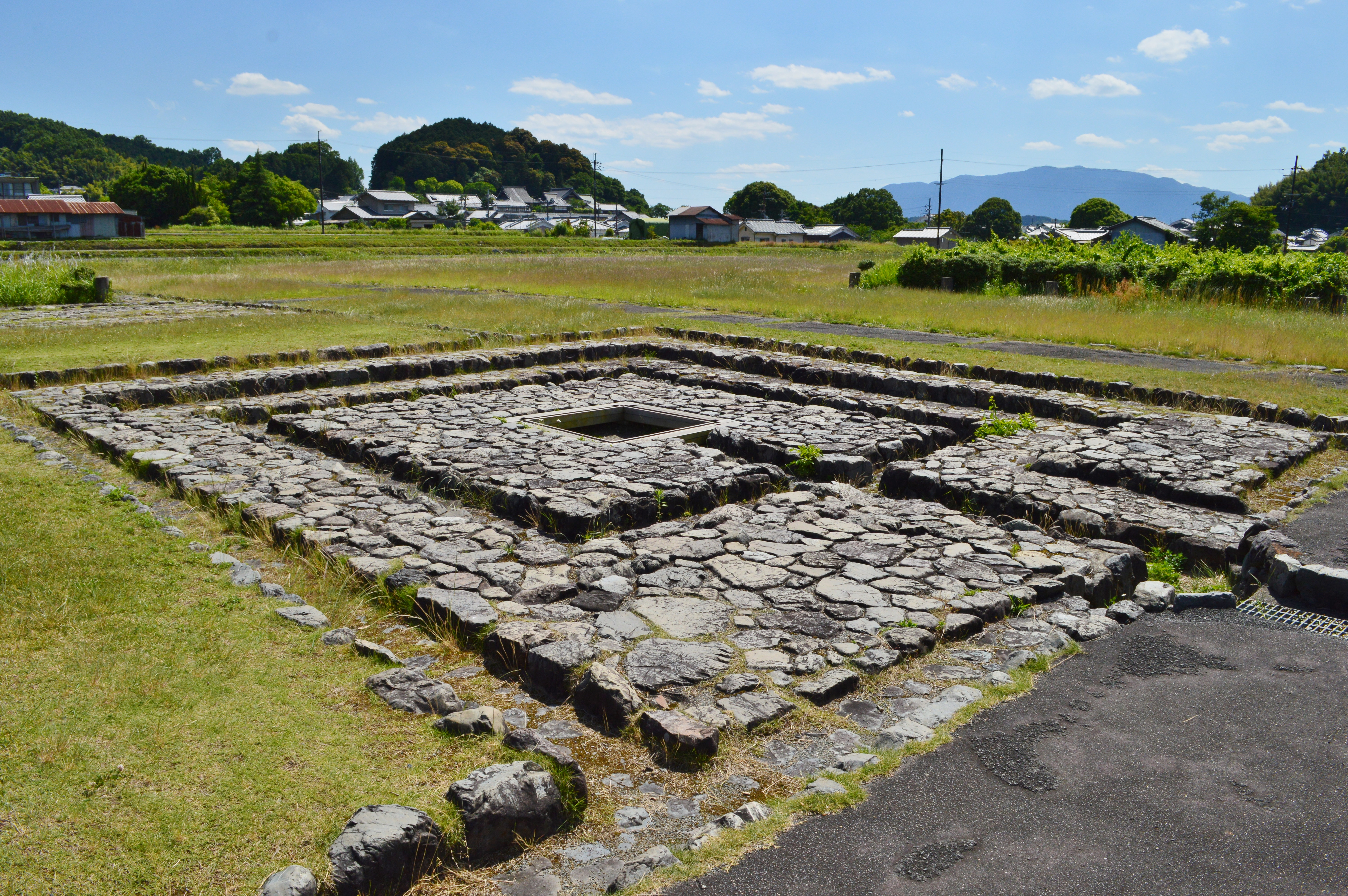
壬申の乱開戦の地となった飛鳥浄御原宮

2022年は壬申の乱勃発から1350年の節目だった。飛鳥と藤原は隣接地域だが、飛鳥京と藤原京の間に天智天皇による難波宮・大津京への遷都、そして壬申の乱があったことから、歴史的には断絶がある。壬申の乱については皇位継承を巡る皇室の内部闘争であり皇国史観下ではタブー視（菊タブー）されてきたこともあるが、21世紀の令和の時代には世界遺産推薦に際して客観的なエビデンスとして引用する必要がある。
壬申の乱を経て造営された藤原京では、度量衡の統一や富本銭の鋳造による貨幣制度の導入、そして天皇中心の国家と律令制度による法の支配など、近現代の日本にも繋がる国家の基本体制が一気に整備された歴史的舞台である。歴史にifはないが、仮に壬申の乱で大友皇子（弘文天皇）が勝利して大津京が都であり続けたなら、律令制度などが整備されることがあったかなど、その後の日本の在り方を変えていたかもしれない。こうしたことは無形の歴史的事象であるが、藤原京の価値を補完する物語がある。
特に藤原京は白村江の戦いを経て唐や新羅による侵攻が危惧されながら、中国や朝鮮半島のように堅牢な城壁で囲んだ城郭都市ではなかった点が最大の特徴であり独自性がある（藤原宮は高壁と濠に囲まれていた）。遣唐使・遣新羅使を送り和平工作に努めるなどの背景があったにせよ対外的に威圧感を与えず、和の思想を貴ぶ日本的な思考を具現化した物証としての価値を表現していることも主張できる。

### 地学的見地
そもそも飛鳥・藤原が奈良盆地南端の山裾に立地するのかについて、当時は奈良盆地の中心部が大和川によって形成された大和湖（奈良湖）であり、その岸辺に定住するしかなかった。万葉集にも「大和には群山あれど とりよろふ天の香久山登り立ち 国見をすれば国原は煙立ち立つ 海原は鴎立ち立つ」とあり、海（湖）にカモメが飛来していたことが窺える。壬申の乱の頃でもまだ広大な湿地帯で、藤原京を守る天然の要害の役割を果たしていたが、排水や埋立干拓も行われ、平城京が築かれる頃には完全に干上がっていた。現在の地理地形からは読み解きにくいが、土木事業や古地形の痕跡を訪ねるインフラツーリズム・ジオツーリズムの視点で往時を想像する楽しみ方の提案もある。

### 新しい見せ方

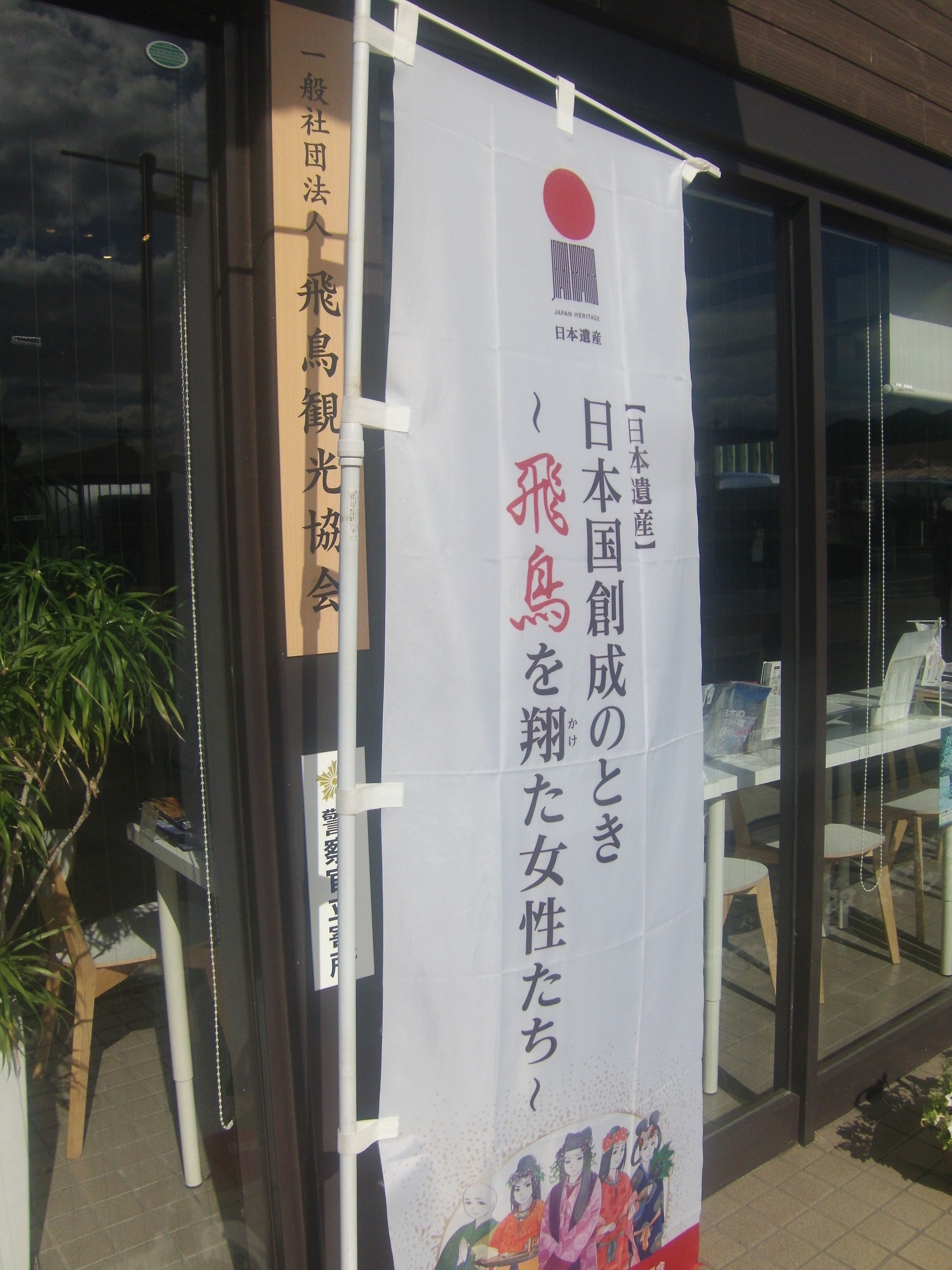
日本遺産の幟

上掲「観光対策」の節で述べているが、観光公害での遺産への負荷には配慮しなければならないものの、ユネスコは世界遺産の価値や意義を広く知ってもらうことで保全の意識と機運が高まることを期待して観光資源としての遺産の商品化を容認している。特に遺産と創造性という指針により、新たな魅力の発信による持続可能性も推進しており、明日香村では飛鳥光の回廊を開催し、幻想的な雰囲気を提供している。
また、世界遺産の一歩手前として文化庁が推進する日本遺産に「日本国創成のとき ～飛鳥を翔た女性たち～」として明日香村と橿原市に高取町を加えて認定されている。
明日香村では飛鳥時代の古代装束の貸し出しを行っており、コスプレで往時の雰囲気を体感することもできる。

### 移築の跡地
古都奈良の文化財として世界遺産に登録されている元興寺・薬師寺・興福寺は元々は飛鳥にあった飛鳥寺・本薬師寺・厩坂寺を遷都に伴い移築したもの。この内、飛鳥寺と本薬師寺は飛鳥寺境内と本薬師寺跡として飛鳥・藤原の構成資産候補となっている。現代において世界遺産建築の移設は『真正性の奈良文書』における「立地や環境との相互作用」の観点から問題となるが、歴史的経緯・背景がある解体移築（elapsed repair/dismantle）については許容しており、むしろ移築前の場所の状態が確認でき、移築後との比較が出来る事例が世界遺産では皆無であることから、ユネスコが注視する「故地の情景（文化的記憶）」を留める記憶の場所の視点で注目される。

### 見せる修復保存

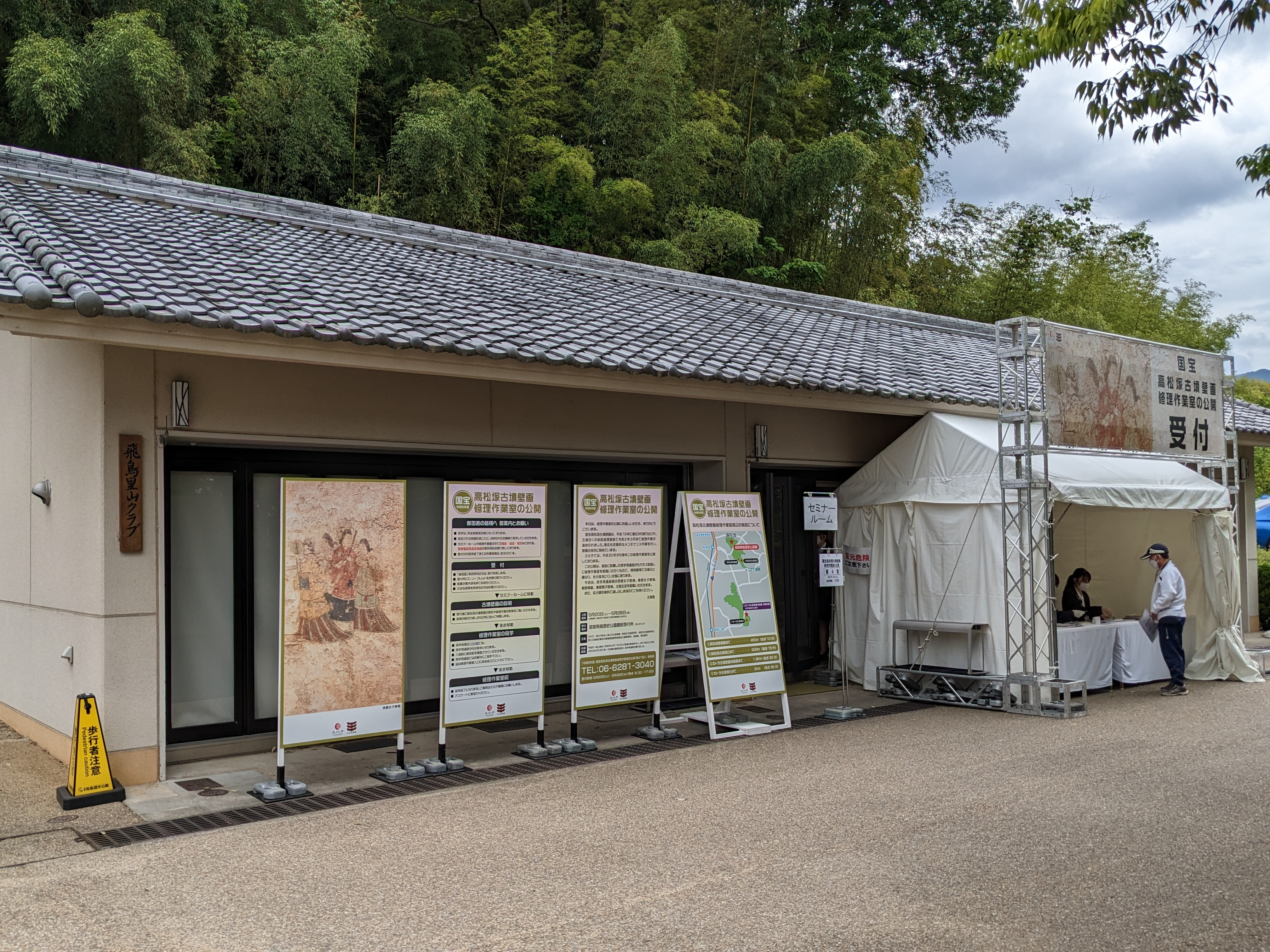
高松塚古墳壁画仮設修理施設の特別公開

高松塚古墳やキトラ古墳の壁画の修復保存が現地で行われており、その技術の高さは世界トップクラスであることを紹介し、文化財修復などを支援する国際センター的な役割を担わせることで相対的な評価を高めることになると元文化庁長官でユネスコ大使も務めた近藤誠一が示唆。文化庁も文化力プロジェクトとして「修理現場から文化力」として文化財の修復現場を公開することを積極的に行うようになり、高松塚古墳壁画の保存施設を整備して2029年までに公開する計画を明らかにした。

### 海外の視点
ヨーロッパの考古学者は、日本は木造建築による木の文化だと自称するが、盛土で覆われ分かりにくいものの墳丘墓の玄室は明らかに支石墓（ドルメン）であり、ユネスコも含めドルメンの文化的価値や意義を重視する学術研究の底流に石舞台古墳などがあることを強く意識し、日本人がもっと国際的な知見を広め、海外からの視線を集めるよう努力すべきだとする。

### その他の視点
藤原京がわずか16年で平城京へ遷都した理由として、①藤原京は中国の都城制を採用していながら『周礼』を手本としたため藤原宮が京内の中心に位置しており、実際に中国では殆ど造られなかった形態で、同時代の長安は宮殿は都の北に立地していたことから、中国の使者を迎えるのに不都合であった。②藤原京内には大和三山が聳えているが、中国の都であれば山を切り崩すなど自然地形の大規模改変を行うところ、大和三山は神格化されており、当時の天皇にはそうした神々を折伏するだけの力が伴っておらず、そうした状態をやはり中国の使者に見られるわけにはいかなかった。これは見方を変えれば、中国にもない珍しい形状の都跡ということになる。
あまり意識されないが藤原京の面積は25㎢あり、続く平城京（24㎢）・平安京（23.4㎢）よりも大きかったことも含め往時を偲ぶことも歴史の見方となる。
孝徳天皇が難波宮へ移った際や天智天皇が近江大津宮へ移った際にも飛鳥は存立し、天武天皇も難波宮と飛鳥を並立する二都制を採り、必ずしも廃絶荒廃したわけではなかった。これは当時の唐が採用していた複都制に倣ったものだとされ、滋賀大学の小笠原好彦は副都時代の飛鳥の状況も詳らかにする必要があるとする。
関西国際大学教授で、文化遺産のユネスコ諮問機関国際記念物遺跡会議（ICOMOS）の国内委員会理事である宗田好史が2024年1月20日に橿原市で行った講演会『地域とあゆむ世界遺産～"飛鳥・藤原"の世界遺産登録を目指して～』の中で、世界遺産を目指すには構成資産のみならず、田園風景など地域の景観保全も含めて評価されることを紹介し、「歴史まちづくり」の重要性を説いた。
飛鳥時代は稀にみる女帝の時代であり（概ね同時代の東洋では唐の則天武后や新羅の善徳女王など限られるが、飛鳥時代118年間で11人の天皇が立ったうち重祚を含むほぼ半数の5人が女帝で、一代あたりの在位期間も総じて長い）、単なる男系の中継ぎのための存在以上の働きをみせており、その時代に築かれた飛鳥宮・藤原宮を女性史（日本の女性史）視点で見ることは国際的なジェンダー研究の流れに沿うことになり、相対的な評価を高めることにも繋がる。
奈良文化財研究所の所長で、文化庁職員時代に古都京都の文化財の世界遺産登録を担当した本中眞は、「これまで世界文化遺産は自国の独自の文化を象徴するものである必要性があったが、今の時代の世界遺産に求められるのは“日本を代表する”という名目だけでは足りず、歴史に照らし国際的な協調性や開放性を伴っていたことも重視される」とした上で、飛鳥・藤原にはその資質が備わっていると評価し、その部分をより強く発信すべきとした。

### ヘリテージ・エコシステム
2023年10月28・29日に法隆寺聖徳会館において観光庁主催の世界遺産サミットが開催され、ユネスコが「世界遺産の構成資産に含まれなかった関連史跡などとも連携することで、より深く遺産の解釈をし、遺産の価値を高める相乗効果を得るよう工夫すべき」との指針を発し、ヘリテージ・エコシステムを提唱したことをうけ、飛鳥・藤原の構成資産候補から漏れた寺社や史跡（上掲「除外された資産」）を捕捉する補完制度を創設し、さらに飛鳥時代を広く網羅する意味で法隆寺（斑鳩）地域の文化財（法輪寺や藤ノ木古墳など）も取り込む提言がなされ、数が増えすぎた世界遺産の登録数抑制策として検討されている同時代・同地域・類似テーマで別々に登録されている世界遺産を統合する案が具体的に始動した場合には古都奈良の文化財も合わせた「日本の古代国家形成」でまとめる意見まで提案された。

## その他の広報
- 飛鳥の知名度を高めるべく、古来より歴史的な繋がりのある飛鳥川流域に位置する5つの市町村（橿原市・高取町・明日香村・田原本町・三宅町）を対象に飛鳥ナンバーのご当地ナンバーの交付を開始した。キトラ古墳壁画に描かれた朱雀をあしらったデザインナンバープレートである[72]。
- 明日香村で出会った日本人青年と韓国人女性が飛鳥・藤原の史跡を巡る短編映画『Boy Meets...』。2024年3月1日配信。監督：広瀬奈々子、主演：黒崎煌代・イソン（이손／ESON）。韓国語・中国語・英語版もあり[73]。
- 若い世代にも飛鳥の知名度を高めるべく、国営飛鳥歴史公園が2024年7～11月に「推し人飛鳥総選挙」を開催。奈良県在住のイラストレーター上村恭子に投票対象となる25人のイラスト肖像を描いてもらい、推しとなる人物をインターネット投票を実施。12月13日に結果発表が行われ、一位は3223票集めた持統天皇に決まった[74]。
- 世界遺産登録を後押しすべく飛鳥・藤原の国内における認知度を高める目的から、2025年4月1日～6月30日までJR東海が展開する「いざいざ奈良」キャンペーンの飛鳥編が始まる[75]。このキャンペーンではスマートEXの旅先予約で「飛鳥まるごとチケット」を利用することで、購入者限定の飛鳥古代体験プログラムへの参加などさまざまな特典が得られる[76]。
- 2025年7月10日、橿原市・明日香村・桜井市の商工会議所や商工会などが「『飛鳥・藤原の宮都』世界遺産登録応援する会」を立ち上げ、民間での登録支援と広報や観光振興を展開する[77]。

## その他の話題
2023年3月27日に文化庁が京都へ移転してくることに伴い（世界遺産担当部局の文化資源活用課を含む）、世界遺産を目指す飛鳥・藤原や彦根城など関西圏の候補地にとって有利に作用するのではないかという期待の声に対し、文化庁長官を務めた青柳正規は「文化庁の仕事は全国が対象で、移転が特定地域へのメリットになってはいけない」と釘を刺した。
同4月9日に行われた奈良県知事選挙で当選した日本維新の会の山下真新知事は当初飛鳥・藤原の世界遺産登録に懐疑的とされてきたが、5月11日に明日香村役場を訪れ県として全面的に後押しすると表明した。

## ガイダンス施設
世界遺産条約では第5条で「文化遺産及び自然遺産の保護・保存及び整備の分野における全国的または地域的な研修センターの設置」という条文があり、世界遺産近くにガイダンス施設・ビジターセンターを設置することを求めている。遺産の価値を補完する関連史料（特に考古遺跡の場合は出土遺物）を場域留置することで、正しい遺産の解釈ができるとし、世界遺産と博物館指針に基づき、既存の資料館・博物館などの積極的な利用も促進することとしている。飛鳥・藤原には、下記に写真で示す施設の他、明日香村埋蔵文化財展示室など多くの展示施設が完備されている。